# KG모빌리티
KG모빌리티(영어: KG Mobility)는 대한민국의
SUV 전문 자동차 기업이다. SUV인 티볼리, 코란도, 렉스턴, 토레스, 액티언, SUT인 렉스턴 스포츠 등을 생산하고 있다. 한국에서 4번째로 큰 최대 규모의 자동차 제조업체다.
 2022년 8월 KG그룹에 인수되었다.

## 기업 연혁

### 창업 초기 (동아, 하동환)
- 1954년 1월 서울 마포구 소재 버스생산 전문 하동환자동차제작소 설립. (약칭 HDH)
- 1962년 12월 동방자동차공업 주식회사 설립 (서울특별시 구로구 구로동).
- 1963년 7월 동방자동차공업(주)와 합병을 통해 하동환자동차공업 주식회사 법인 출범.
- 1966년 5월 국내 최초 후방엔진 버스 HDH-R66 브루나이에 수출.
- 1967년 5월 신진자동차공업(주)와 업무 제휴.
- 1967년 8월 국내 최초 대형버스 베트남으로 수출.
- 1969년 11월 신진자동차공업(주) 국내 최초 민수용 지프 생산.
- 1970년 4월 신진자동차 부산 주례동 지프 공장 준공.
- 1974년 4월 신진지프자동차공업 주식회사 설립.
- 1974년 5월 신진자동차, AMC와 기술제휴 계약 체결.
- 1975년 9월 미국 THEURER사와 기술제휴 (트레일러).
- 1975년 10월 일본 KONGO사와 기술제휴 (각종 특수차).
- 1977년 2월 동아자동차공업 주식회사로 상호 변경.
- 1977년 12월 부평공장 준공.
- 1978년 2월 트랙터 생산.
- 1979년 12월 평택공장 준공.
- 1980년 3월 방위산업체 지정.
- 1980년 12월 고속버스 생산.
- 1981년 3월 상호명을 주식회사 거화(巨和)로 변경.
- 1983년 3월 주식회사 거화 KORANDO 상표 채택.
- 1984년 4월 국내 최초 고속버스 수출.
- 1984년 11월 지프생산전문업체 주식회사 거화 부도.
- 1984년 12월 동아자동차공업 주식회사에서 주식회사 거화 인수.
- 1985년 8월 주식회사 거화 부산광역시 사상구 주례동 소재 생산시설을 평택공장으로 단일화.
- 1986년 5월 거화 쌍용 코란도 일본 수출.
- 1986년 6월 동아자동차공업 주식회사에서 계열사 주식회사 거화 흡수 합병 폐업.

### 성장기 (쌍용,김석원)
- 1970년대 ~ 1980년대 재벌그룹인 현대와 대우, 봉고신화를 통해 자리잡은 기아가 국내 3대 자동차업체로 자리잡은 반면에, 지프 및 버스 등 사업영역이 좁았던 하동환의 동아자동차 계열은 성장이 부진하자 재벌 그룹인 쌍용이 인수했다.
- 1986년 쌍용그룹이 인수한 직후 출범한 쌍용자동차(주)는 쌍용그룹의 탄탄한 자금력을 바탕으로 대규모 투자가 이루어지면서 지프차 및 스포츠유틸리티카를 전문적으로 생산하는 업체로써 재도약을 시작했다.
- 1976년 12월 쌍용중기 주식회사 설립
- 1986년 11월 동아자동차공업(주)을 쌍용정유(현 S-Oil)에서 인수.
- 1987년 2월 평택에 쌍용자동차 기술연구소 설립.
- 1987년 6월 영국 팬더 웨스트윈드 경영권 (주)쌍용(현 GS글로벌)에서 인수. (칼리스타 생산 업체)
- 1988년 3월 쌍용자동차 주식회사로 사명변경.
- 1988년 12월 쌍용자동차 코란도 훼미리 생산 개시.
- 1989년 3월 쌍용 신 CI 제정.
- 1989년 12월 쌍용자동차 덤프트럭 출시.
- 1990년 2월 1990년형 코란도훼미리 출시.
- 1990년 3월 1990년형 코란도디럭스 출시.
- 1991년 2월 독일 메르세데스-벤츠사와 소형상용차 및 디젤엔진 기술 제휴.
- 1992년 1월 국내 최초 정통 스포츠카 칼리스타 출시.
- 1992년 1월 쓰리서클 엠블럼 제정. (쌍용자동차 로고)
- 1992년 10월 독일 메르세데스-벤츠사와 가솔린엔진 기술 제휴.
- 1993년 1월 독일 메르세데스-벤츠사와 자본제휴. (쌍용자동차 지분 5% 양도)
- 1993년 2월 독일 메르세데스-벤츠사와 승용차 기술 제휴.
- 1993년 3월 대형트럭 출시.
- 1993년 3월 신개념 SUV 무쏘 출시.
- 1993년 6월 대형버스 트랜스타 출시.
- 1993년 11월 독일 메르세데스-벤츠사와 대형엔진 기술 제휴.
- 1995년 7월 소형 상용차 이스타나 출시.
- 1996년 7월 신형 코란도 출시.
- 1996년 8월 쌍용 뉴 트랜스타 출시.
- 1996년 11월 1997년형 무쏘 출시.
- 1996년 12월 삼성에서 인수 추진.
- 1997년 3월 1997년형 이스타나 출시.
- 1997년 7월 체어맨 생산라인 준공.
- 1997년 10월 고급 승용차 체어맨 출시.

쌍용은 국내 자동차 시장에 안착하려고 엄청난 손실을 무릅쓰고 그룹 차원으로 자동차 산업 육성에 과감히 투자하였다. 그 결과 벤츠와 제휴로 기술진보를 이끌어내고 무쏘와 신형 코란도를 출시하여 4륜구동승용차 시장 및 국내 SUV 시장에 새로운 전기를 마련했다. 1997년 출시했던 고급 승용차 체어맨은 벤츠의 우수한 기술력을 바탕으로 쌍용이 축적해온 기술력과 어우러져 탄생한 최고의 승용차로서 출시 초기 세간에 많은 주목을 받았다. 그러나 SUV 전문자동차업체라는 점과 너무 지나친 투자가 1997년 당시 경제위기와 맞물려 심각한 경영난을 불러와 쌍용그룹을 해체하게 만드는 원인이 되었다. 이미 1992년부터 막대한 적자로 인하여 삼성, 벤츠 등과 매각 협상을 벌여왔고, 결국 1997년 12월 사업확장을 꾀하던 대우와 매각 협상을 진행, 이듬해인 1998년에 대우자동차(주)로 인수되었다. 당시 쌍용그룹이 쌍용자동차를 우량 업체로 육성하려던 시도는 오늘날 너무 지나치고 무모한 투자라는 비판을 받는다. 반면, 이와 같은 투자가 쌍용자동차를 국내 자동차메이커 중 SUV 전문 자동차메이커로서 자리잡도록 했다.

### 합병 (대우, 김우중)
대우는 세계경영 슬로건 하에 동유럽, 아프리카, 중앙아시아, 유럽 등으로 활동영역을 넓혀가던 차에, 경영난에 시달리던 국내 SUV 전문업체인 쌍용자동차(주)를 전격 인수해 풀라인업을 이루었다. 또한 대우는 1992년 GM과 관계 정리 후 미국시장 진출을 제한한 5~6여년의 기간 만료시점이 도래하면서 미국시장 진출을 준비하였고, 미국 내에 적지 않은 SUV 고객층을 흡수하여 시장 안착을 꾀하려는 의도에서 쌍용자동차를 인수하였다고 한다.
- 1997년 12월 대우에서 인수 추진.
- 1998년 1월 쌍용자동차(주) 인수계약 체결
- 1998년 2월 대우자동차와 쌍용자동차의 판매망 단일화 실시.
- 1998년 3월 대우자동차(주)가 쌍용자동차(주)의 최대주주가 됨.
- 1998년 5월 체어맨 500 시리즈 출시.
- 1998년 6월 뉴 무쏘 출시.
- 1998년 7월 뉴 무쏘 밴 출시.
- 1998년 8월 1999년형 코란도 출시.
- 1998년 9월 쌍용자동차 쓰리써클 로고와 라디에이터 그릴에서 대우자동차 로고 및 라디에이터 그릴로 바뀌어 쌍용자동차 제품에 대우자동차 로고를 넣은 디자인으로 변경됨.
- 1998년 10월 1999년형 체어맨 출시.
- 1999년 4월 대우 체어맨 영국여왕 공식의전차 선정.
- 1999년 8월 대우그룹 12개 핵심계열사 워크아웃 대상기업 지정. (대우자동차, 쌍용자동차 포함)
- 1999년 12월 기업개선작업약정(MOU) 체결 (워크아웃 돌입).

판매증대를 위해 대우와 쌍용차의 판매망을 단일화하였으나, 판매부진을 극복하지 못하였다. 대우그룹 전체가 무리한 확장으로 부채가 과도하게 누적되어 1999년 8월 마침내 대우그룹 12개 핵심 계열사를 워크아웃 대상기업으로 분류하면서 해체가 시작되었다. 그 결과 2000년 대우자동차에서 분리되어 나와 채권단 주도 하의 독자경영 체제를 구축하였다.

### 경영정상화 (채권단)
채권단 관리하에 들어간 쌍용자동차는 자체적인 경영정상화에 노력했고, 사업부문을 SUV 중심으로 재편하였다. 쌍용자동차는 이 시기 2003년 사상 최대 순이익을 달성하는 성과를 거두었다.
- 2000년 2월 독자적인 로고 타입 제정. (쓰리써클 로고 환원, 대우자동차 판매와 대우자동차 영업소를 통해 판매하던 쌍용차는 기존 대우자동차 로고 당분간 유지하였으나 향후에는 대우자동차 판매와 대우자동차 영업소를 통해 판매하는 쌍용차도 쓰리써클 로고 환원함)
- 2000년 3월 최대주주 조흥은행 등 채권단으로 변경.
- 2000년 4월 대우 계열에서 분리.
- 2001년 1월 수출부문 독자네트워크 구축.
- 2001년 4월 신형 체어맨 출시.
- 2001년 5월 A/S부문 대우자동차(주)로부터 양수.
- 2001년 9월 신개념 대형SUV 렉스턴 출시.
- 2002년 1월 1조 2000억원 출자 전환.
- 2002년 4월 증권거래소 관리종목 탈피.
- 2002년 9월 국내 최초 SUT 무쏘스포츠 출시.
- 2003년 1월 중국 상하이후이쭝 사와 이스타나 CKD 계약 체결.
- 2003년 5월 국내 최초 4WD 장착 MPV 로디우스 출시.
- 2003년 9월 뉴 체어맨 출시.
- 2003년 12월 사상 최대 순이익 달성.
- 2004년 10월 1일 2005년형 코란도 출시.

### 상하이자동차의 인수
쌍용자동차(주)는 중국의 국영 기업이자 신흥 자동차 업체인 상하이자동차(상해기차집단고분유한공사)에 인수되었으며, 2004년 10월 28일 상하이자동차에서 이를 공식 선언하였다.
- 2005년 1월 최대주주 상해기차집단고분유한공사로 변경.
- 2005년 6월 카이런 출시.
- 2005년 10월 액티언 출시.
- 2006년 12월 쌍용 유럽부품센터 설립 (네덜란드).
- 2008년 1월 체어맨 H 출시.
- 2008년 2월 체어맨 W 출시.
- 2008년 7월 유럽대표사무소 설립 (스페인).

### 경영난과 파업 사태
쌍용자동차는 2008년 미국발 금융 위기 등 세계적인 유가 급등 현상으로 인하여 주력 차종인 SUV 차량의 판매 대수의 급격한 매출 감소로 이어져 경영난에 직면하였으며, 2009년 1월에는 쌍용자동차는 긴박한 자금 유동성 위기에서 벗어나기 위하여 이튿날 법정 관리를 신청한 결과 2009년 2월 5일, 서울중앙지방법원에 승인을 얻어 이유일, 박영태가 쌍용자동차의 법정 관리인으로 선임되었다.
2009년 5월 29일, 정리해고를 실시하려는 회사 방침에 반대하는 쌍용자동차 노조의 파업투쟁으로 인하여, 3개월 동안 직장이 폐쇄되었으며 노조는 장기 공장 점거 파업에 돌입하였다. 파업은 장기간 이어지는 듯한 양상을 보이기도 하였으나 2009년 8월 6일 경찰의 과잉진압 후 77일 만에 협상이 울며겨자먹기식으로 타결되어 생산라인이 정상화되었다.
한편, 쌍용자동차 노조는 2009년 9월 8일 73.1%의 찬성으로 민주노총을 탈퇴하였다. 9월 15일 쌍용자동차가 회생 계획안을 법원에 제출하였다.
한편 상하이자동차는 자사의 기술발전과 자본증대를 위해 쌍용자동차가 축적해온 자본력과 기술력을 흡수하는 데만 진력하고 막상 쌍용자동차가 어려움에 직면했을 때는 무책임하게 대처하고 고의부도를 내면서 쌍용자동차의 노사 간, 노조 간 분쟁까지 몰고 갔다는 사실이 밝혀졌다.
쌍용자동차는 가까스로 청산을 면하고 법정관리 신청을 통해 기업회생 절차에 들어갔으며, 이듬해인 2010년, 재매각이 추진되던 시점에는 르노-닛산 얼라이언스가 쌍용자동차의 새로운 인수 의향 대상자로 거론되기도 하였다. 그러나 2011년 4월 1일, 인도의 자동차 회사인 마힌드라 자동차 회사가 최대 주주가 되었다.

### 마힌드라 & 마힌드라의 인수, 그 후

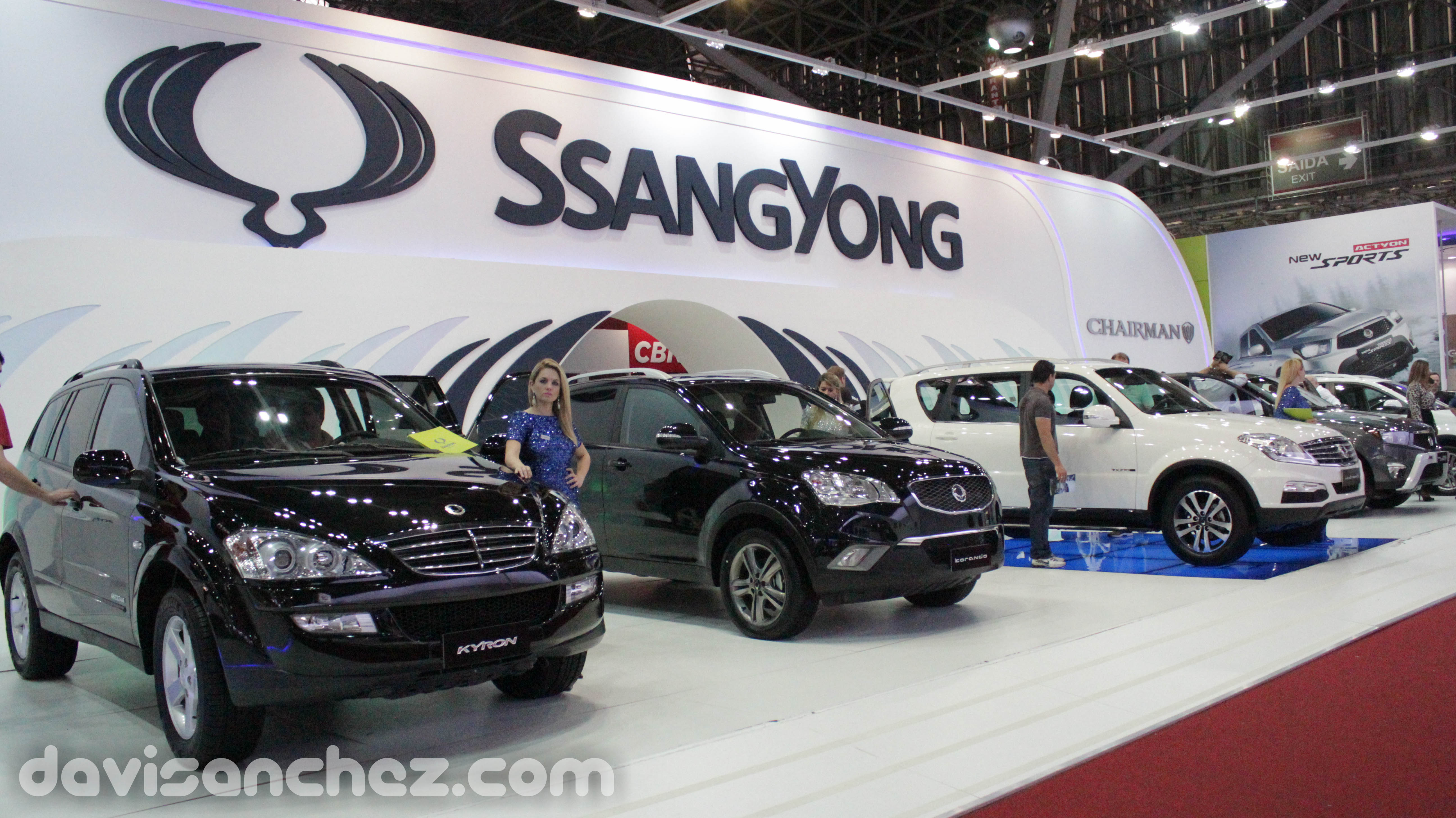
뉴 카이런부터 액티언 스포츠까지의 차들

쌍용자동차(주)는 인도 굴지의 자동차 업체인 마힌드라 & 마힌드라에 인수되었으며, 2010년 10월 마힌드라 & 마힌드라에서 이를 공식 선언하였다.
- 2010년 10월 최대주주 마힌드라 & 마힌드라로 변경.
- 2011년 2월 코란도C 출시
- 2011년 5월 체어맨H 뉴 클래식 출시
- 2011년 7월 뉴 체어맨W 출시
- 2012년 1월 코란도 스포츠 출시
- 2012년 6월 렉스턴W 출시
- 2013년 2월 코란도 투리스모 출시
- 2013년 8월 뉴 코란도C 출시
- 2014년 12월 체어맨H 뉴 클래식 단종
- 2015년 1월 티볼리 출시
- 2016년 2월 체어맨W 카이저 출시
- 2016년 3월 티볼리 에어 출시[4]
- 2017년 1월 뉴 스타일 코란도C 출시[5]
- 2017년 5월 G4 렉스턴 출시[6]
- 2018년 1월 렉스턴 스포츠 출시
- 2018년 2월 FC안양 메인스폰서로 공식 후원[7]
- 2018년 3월 체어맨 W 카이저 단종
- 2019년 1월 기존 렉스턴 스포츠에서 적재함의 공간과 최대적재량을 늘린 렉스턴 스포츠 칸 출시
- 2019년 2월 뷰티풀 코란도 출시
- 2019년 7월 코란도 투리스모 단종
- 2020년 9월 티볼리 에어 부활
- 2020년 11월 올 뉴 렉스턴 출시
- 2021년 4월 더 뉴 렉스턴 스포츠 & 칸 출시
- 2022년 7월 토레스 출시
- 2022년 8월 KG그룹이 인수
- 2023년 3월 22일 KG모빌리티 주식회사로 사명 변경
- 2024년 8월 액티언 부활
- 2024년 11월 티볼리 에어 단종
- 2025년 2월 렉스턴 스포츠 단종
- 2025년 3월 무쏘 EV 출시
- 2025년 4월 30일 뷰티풀 코란도 단종

### 두 번째 경영난, 험난한 인수
그러나 계속되는 적자와 자본 잠식, 판매 부진 때문에, 마힌드라 & 마힌드라는 결국 2020년 6월에 쌍용자동차에 대해 지배권 포기 선언을 했다.
자금 확보를 위해 부산물류센터와 서울서비스센터를 매각했지만 결국 은행에서 빌린 600억 원을 갚지 못해 2020년 12월 21일 서울회생법원에 기업회생절차를 신청했고, 쌍용자동차 주식이 거래 정지되었다. 2021년 2월에는 부품 제조 협력업체간의 납품 거부로 1달 동안 생산이 중단되었다. HAAH오토모티브가 새로운 주인이 유력할 수도 있다는 설이 있었으나 2021년 4월 1일에 끝내 HAAH가 인수제안서를 제출하지 못하여 결국 ARS가 사실상 무산되고, 동년 4월 15일에 10년 만에 회생 절차가 개시되었다. 다행스럽게도 1년간의 개선 기간을 부여해서 상장폐지를 면했다.
2022년 1월 10일 에디슨모터스와 인수본계약을 체결하여 성사되었으나, 낮은 자금 문제로 결국 쌍용차에서 반대에 나섰고, 회생채권 변제율이 1.75%에 불과하고 200억 원의 2차 대여금과 2,743억 원의 잔금을 입금하지 못해 동년 3월 27일에 계약을 해지하여 무산되었다. 이후 에디슨모터스의 쌍용자동차 인수 시도는 주가조작이 목적이었다는 사실이 드러났고, 역으로 에디슨모터스가 KG모빌리티에 넘어가며 KGM커머셜이 됐다.
에디슨모터스의 인수 무산 이후 상장폐지 위기에 다시 처한 쌍용자동차는 회생계획안 인가 시한인 10월 15일까지 다시 인수자를 모집해서 찾아야 했다.
이후 쌍방울그룹이 특장차 제조회사인 광림을 앞세워 인수를 추진하였으나 그동안 무리한 인수합병 시도가 연이어 실패하며 시장에서 진정성 논란이 있었기에 무산되었고, SM그룹 계열사인 남선알미늄이 또 다른 인수 후보에 올랐지만 SM그룹은 계획이 없다고 밝혔다. 이외 KG그룹, 이엘비앤티, 파빌리온PE가 인수를 검토한 끝에 2022년 5월 13일 KG그룹과 파빌리온PE를 인수협상 우선자로 선정했으며, 동시에 상장폐지를 면해 2022년 12월 31일까지 개선기간을 부여했다.

## 제품

### 상용차 생산 연혁
- 1955년 ~ 1962년 닛산 기술제휴 4R103 샤시 사용 일반버스 하동환자동차 A60 생산
- 1963년 ~ 1965년 마이크로버스, 중형버스 D64, 브루나이 수출버스 A66 닛산 기술제휴 생산 하동환자동차
- 1965년 ~ 1968년 닛산 기술제휴 4R92 샤시 사용 V67 일반 버스 베트남 수출 하동환자동차
- 1968년 ~ 1972년 신진자동차 업무제휴 신진 DB102LC, FB100LK 버스, 카고, 덤프트럭 특장차 위탁생산
- 1972년 ~ 1981년 새한자동차 특장차 새한 트럭, 마이크로버스 위탁생산
- 1977년 ~ 1986년 동아 닛산디젤기술제휴 동아 DA10트럭
- 1986년 ~ 1993년 동아 닛산디젤기술제휴 동아 DA20 DA30 DA50 트럭
- 1981년 ~ 1987년 동아 닛산디젤기술제휴 고속버스 HA50 HR252 HA30 HA35 HA60
- 1981년 ~ 1983년 미국MCI 기술제휴 MCI 고속버스
- 1979년 ~ 1983년 스카니아 기술제휴 동아HA20
- 1988년 ~ 1993년 쌍용 닛산디젤기술제휴 DA33 DA66 SB33 SB33AT SB66
- 1993년 ~ 1998년 쌍용SY61T트럭 생산 메르세데스 벤츠 기술제휴
- 1994년 ~ 1998년 쌍용 트랜스타 생산 메르세데스 벤츠 기술제휴
- 2023년 ~ 현재 KGM커머셜 KGM 스마트 생산 HD현대인프라코 기술제휴, LG에너지솔루션 기술제휴

## 사진

### 현재 시판 모델

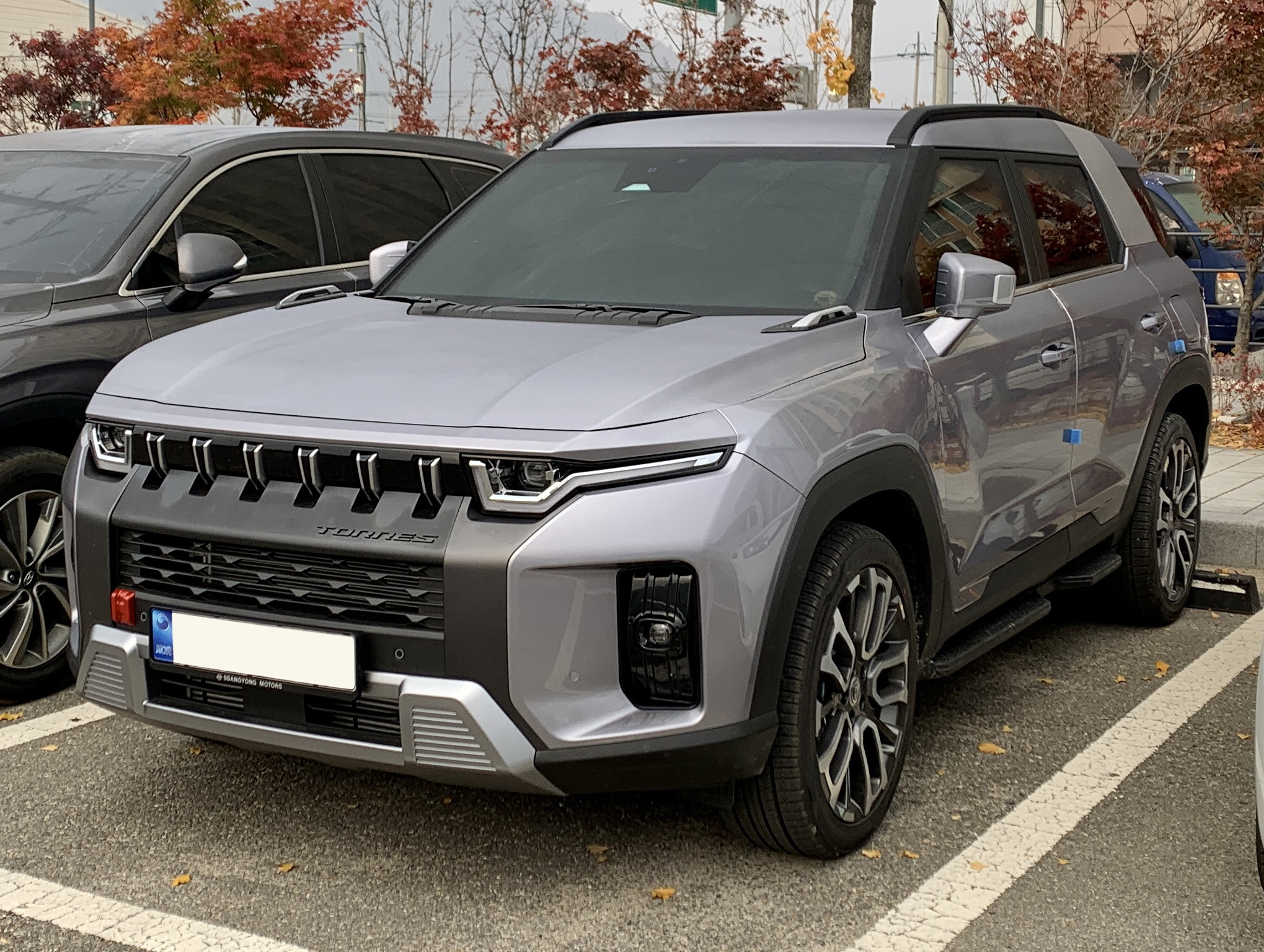
토레스
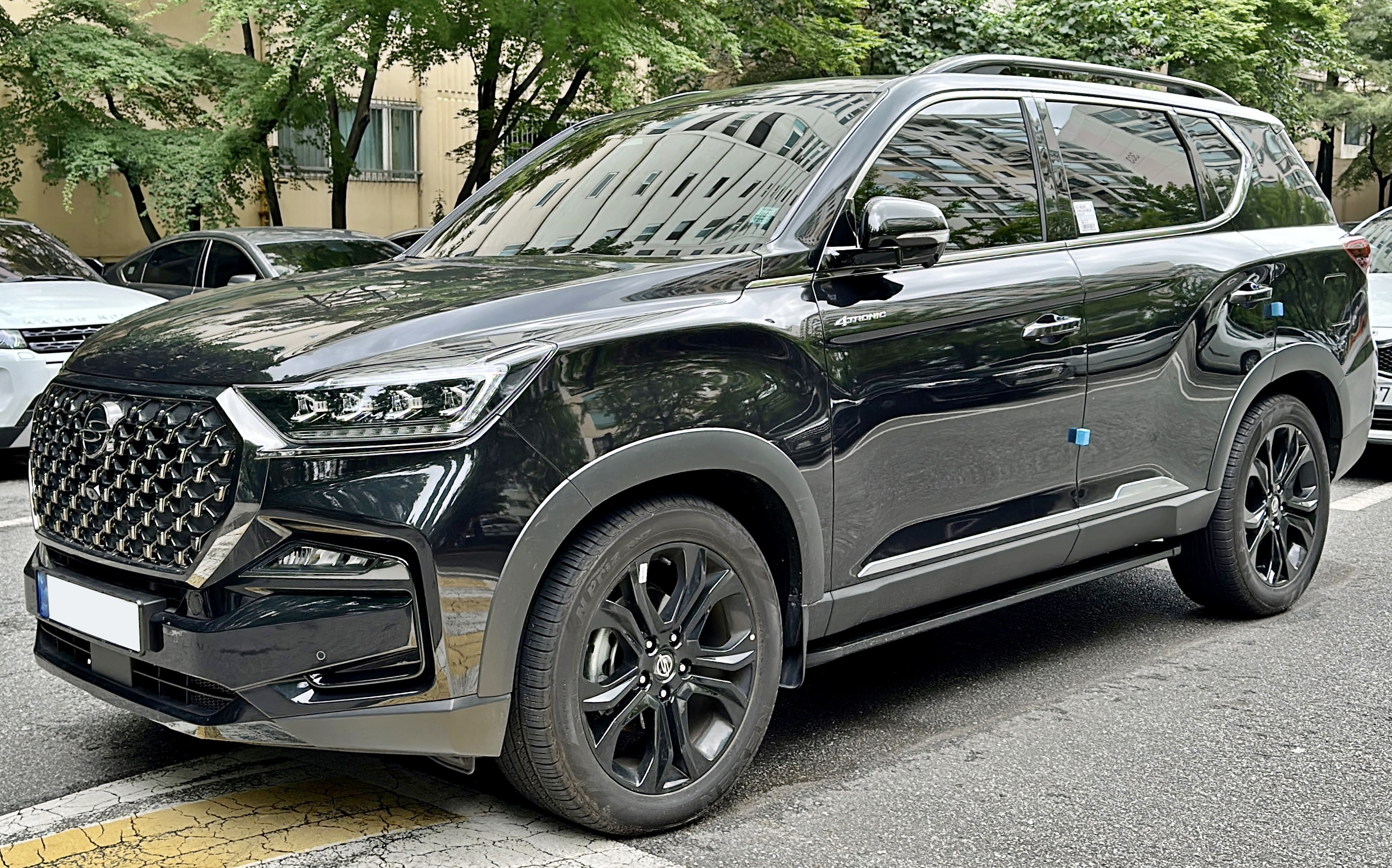
렉스턴(2세대 F/L)
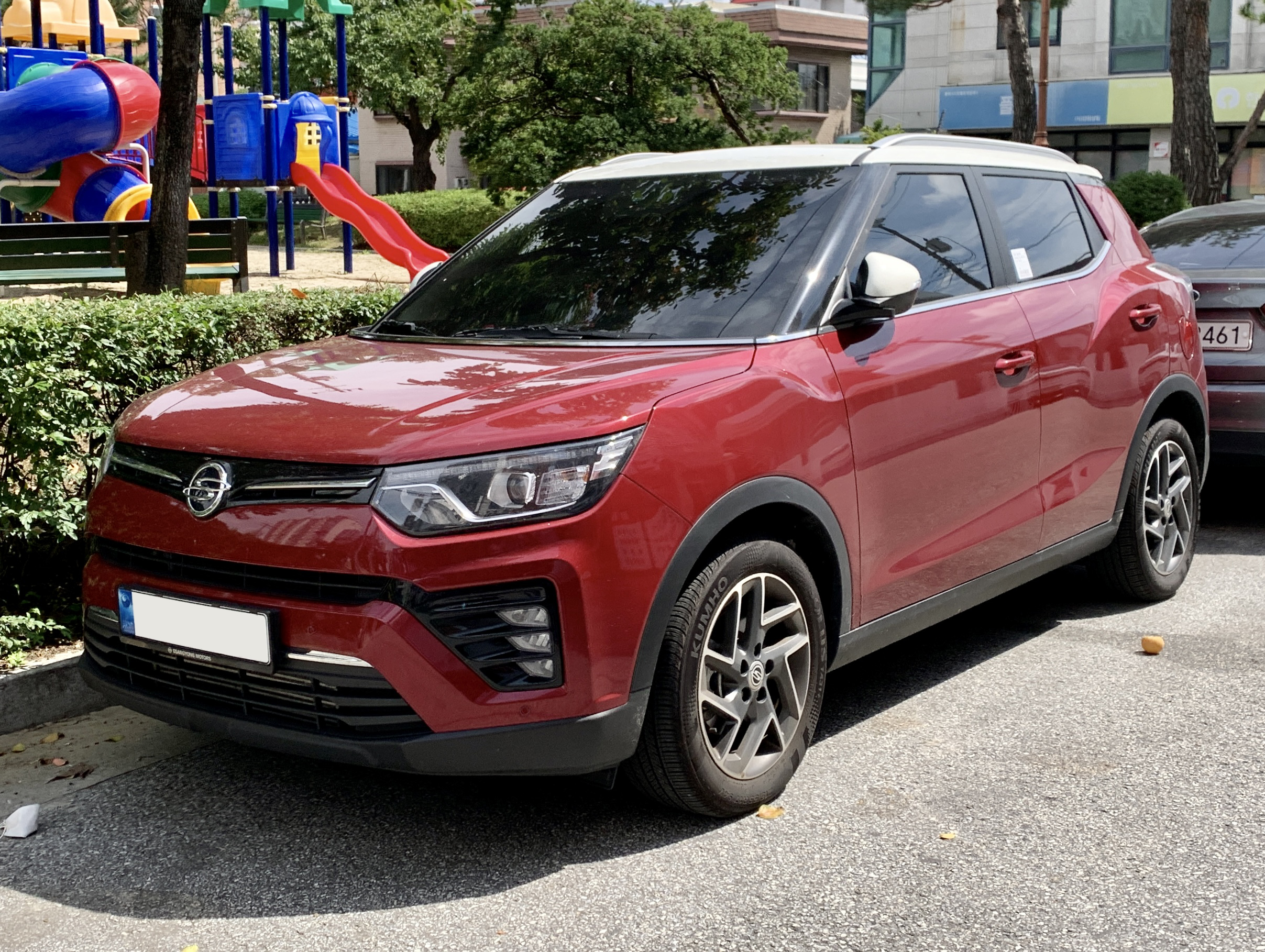
티볼리(1세대 F/L)

### 단종, 구형 모델

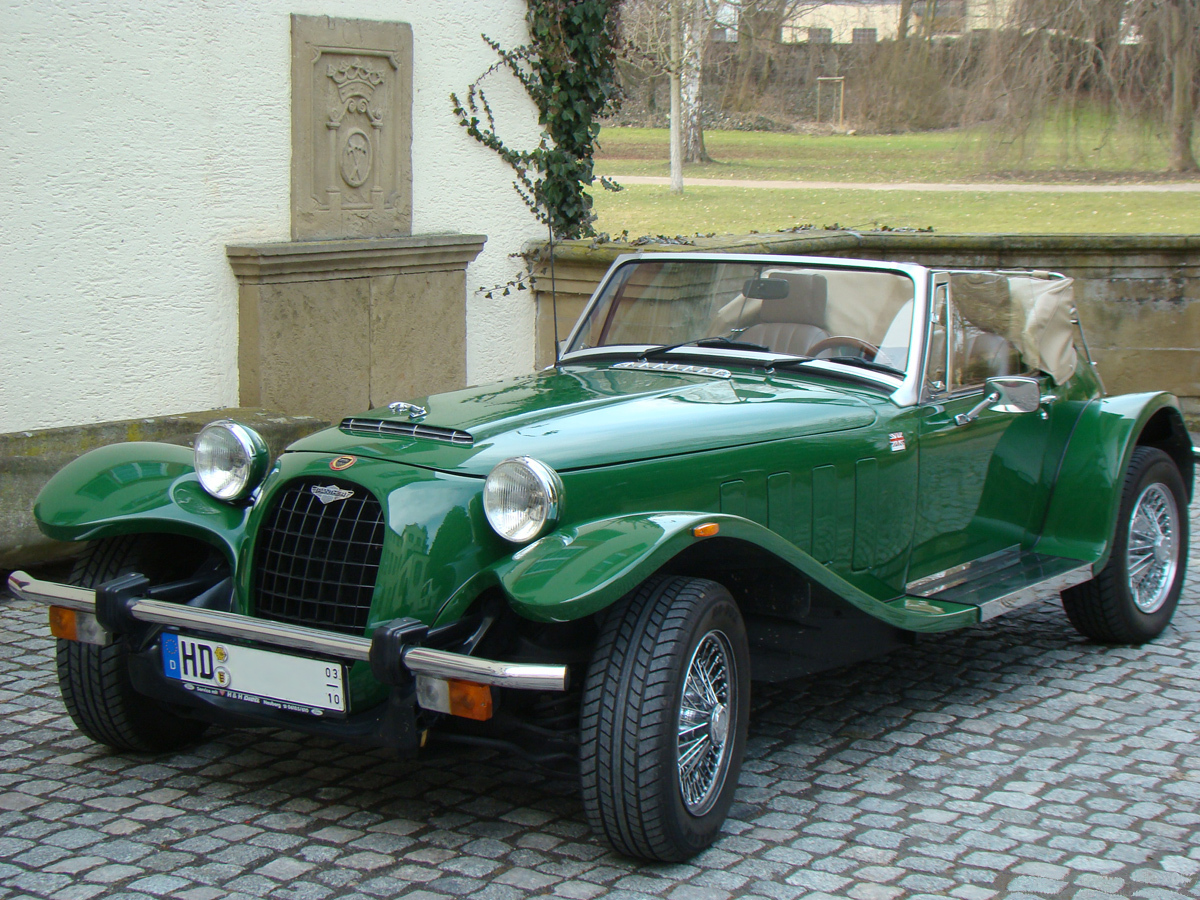
칼리스타
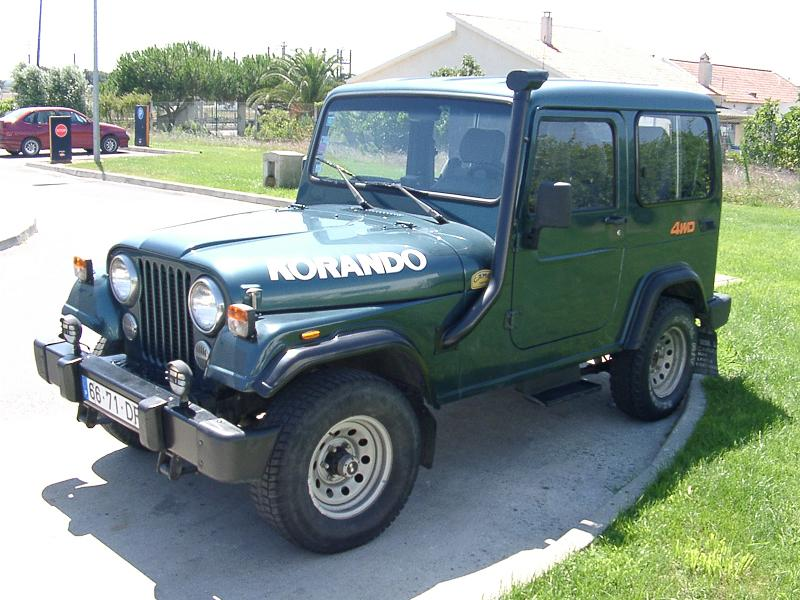
코란도(1세대)
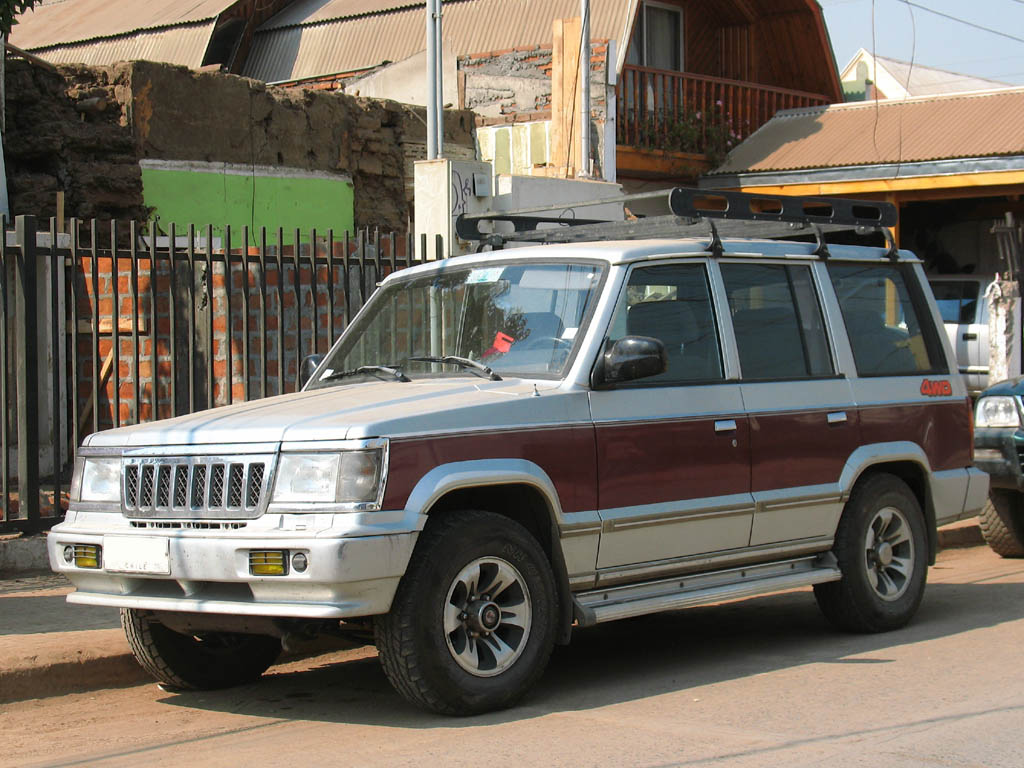
코란도 훼미리
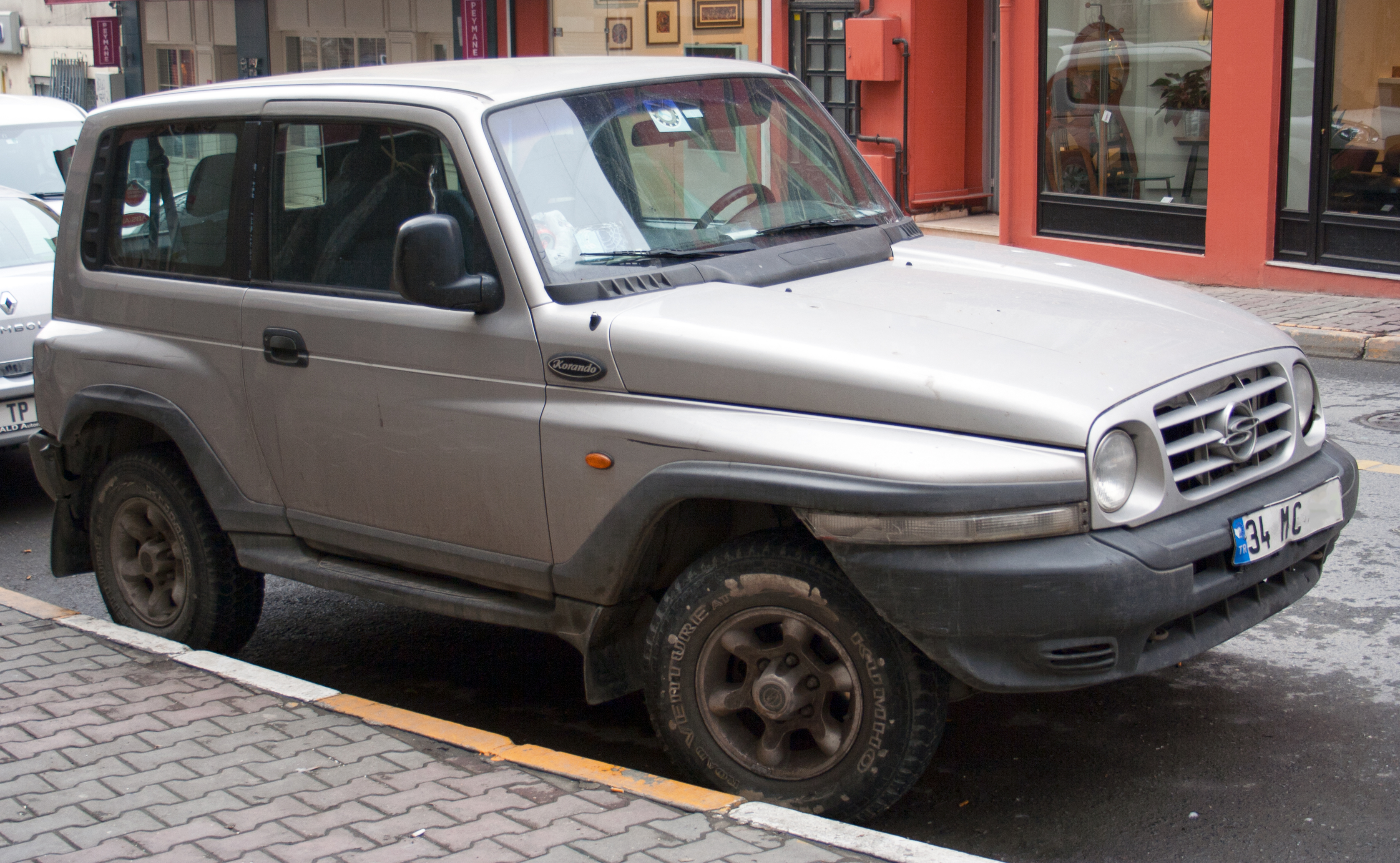
뉴 코란도(2세대)
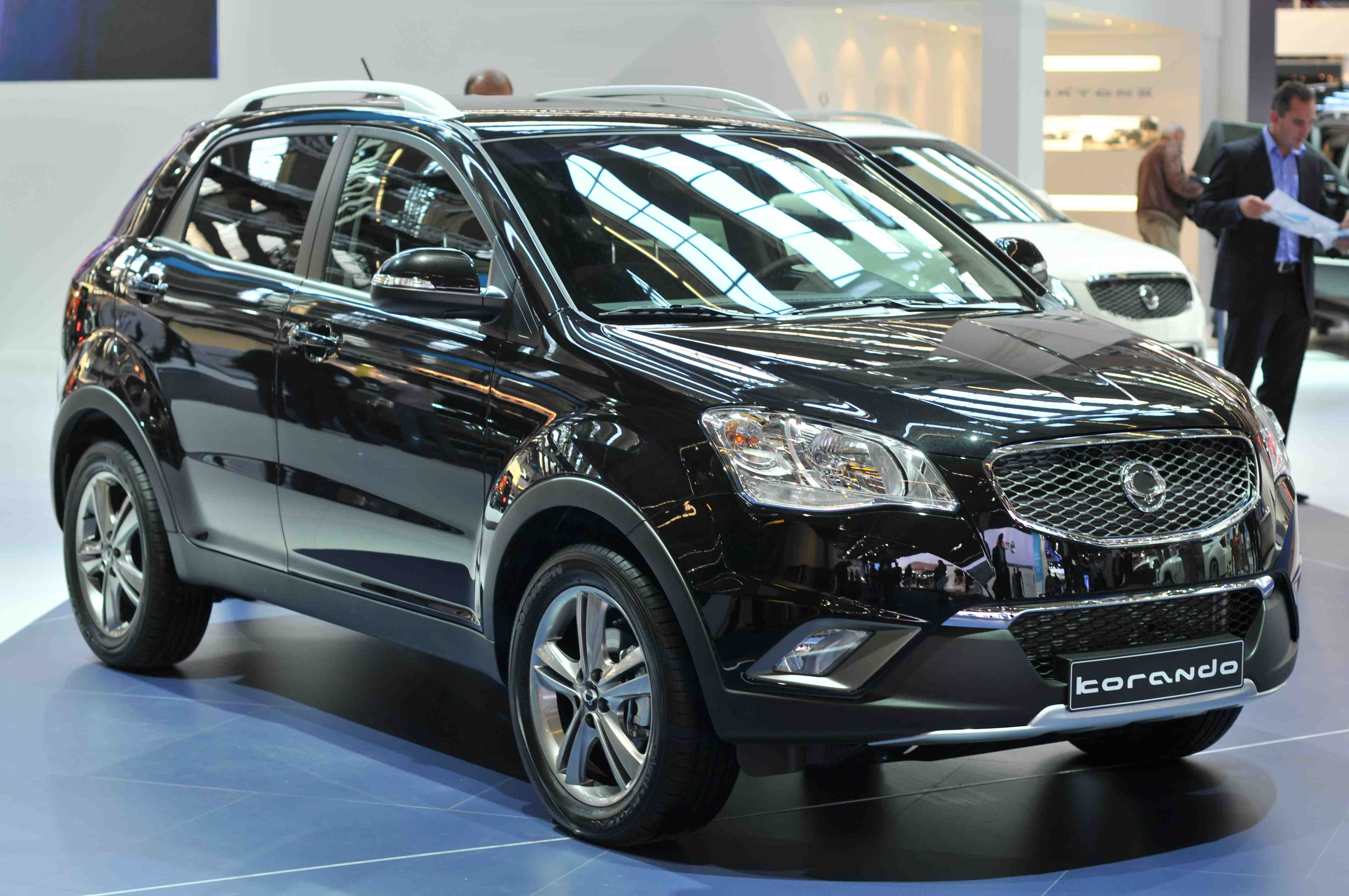
코란도 C(3세대)
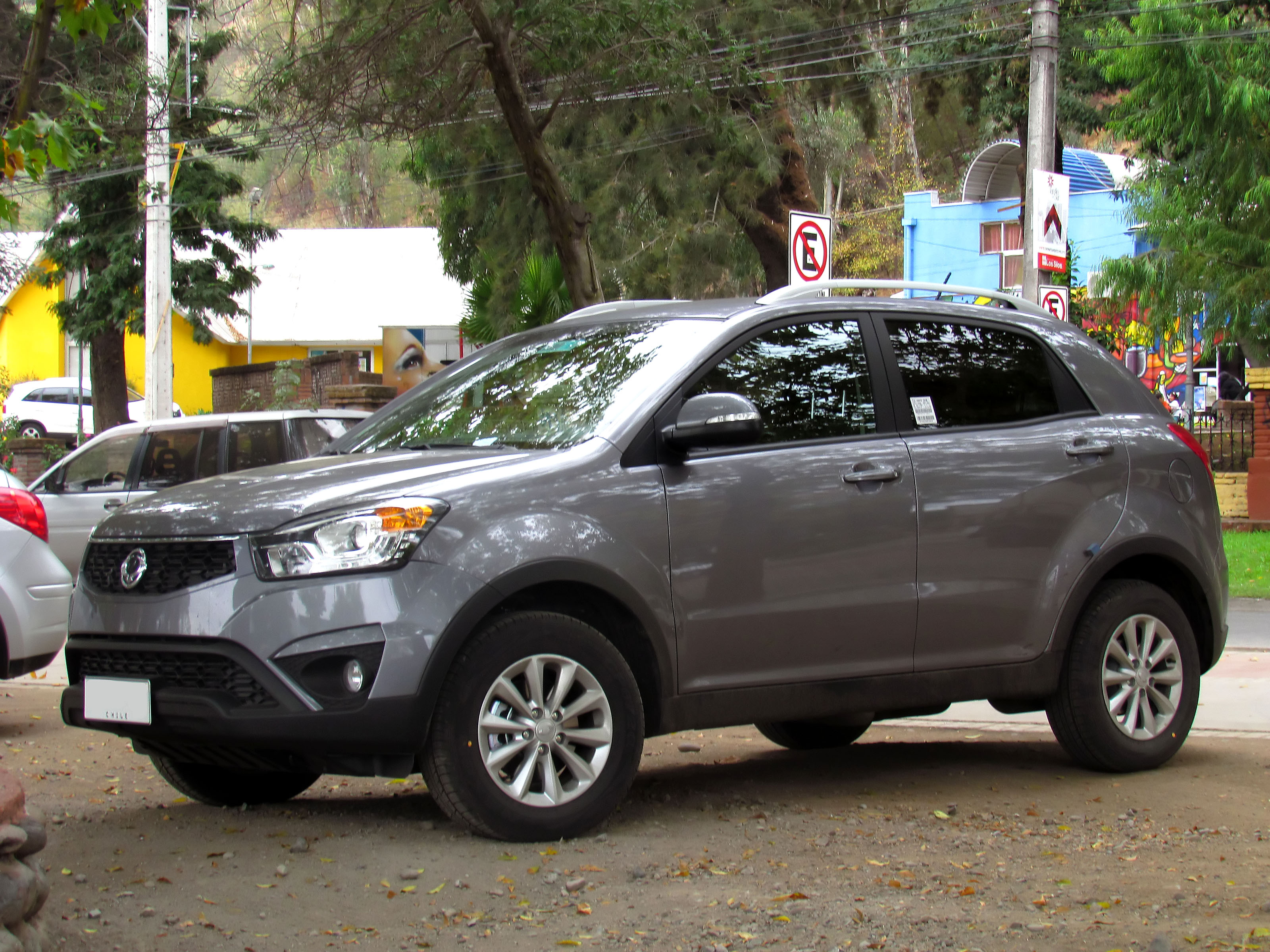
뉴 코란도 C(3세대 F/L)
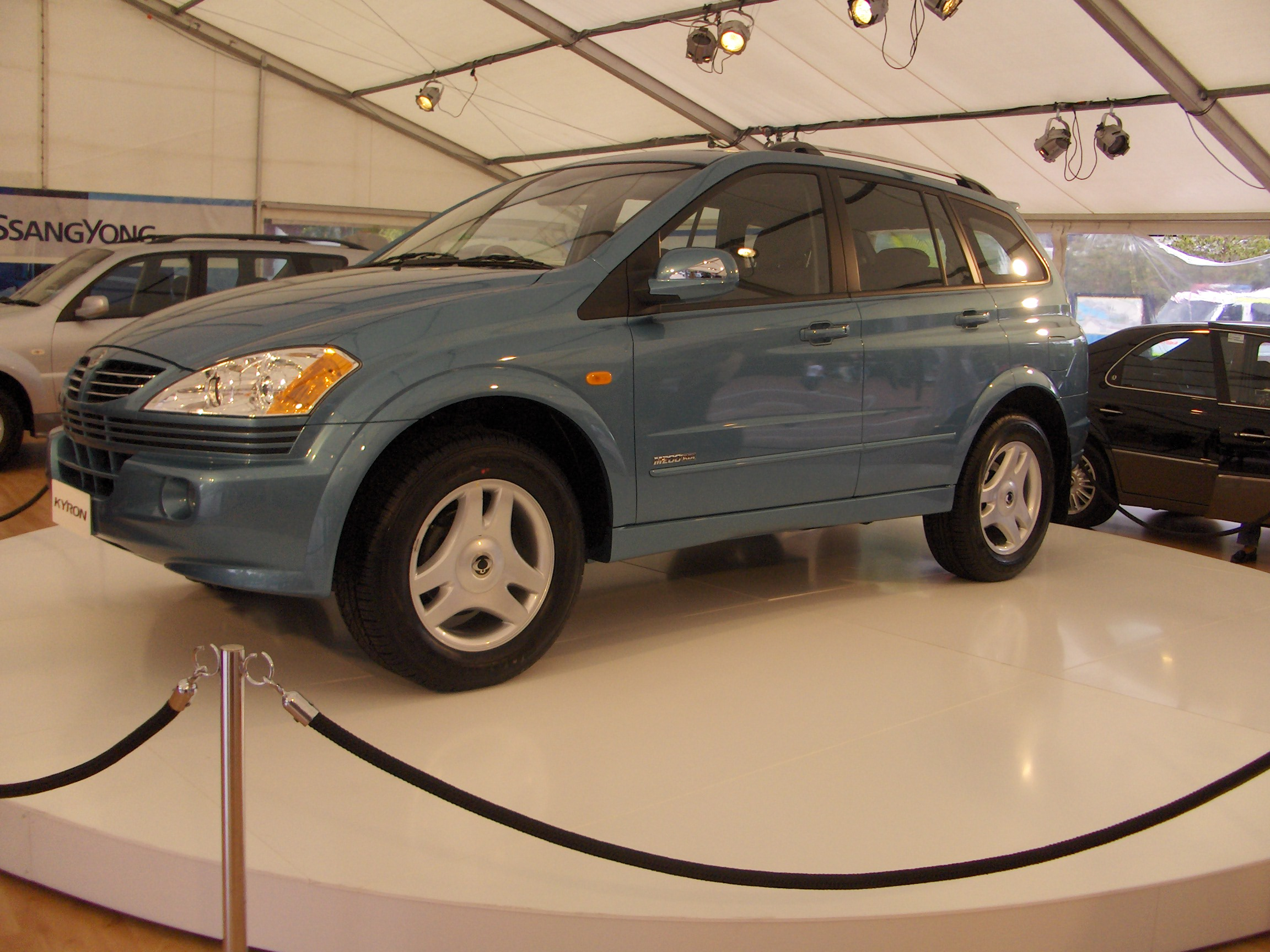
카이런
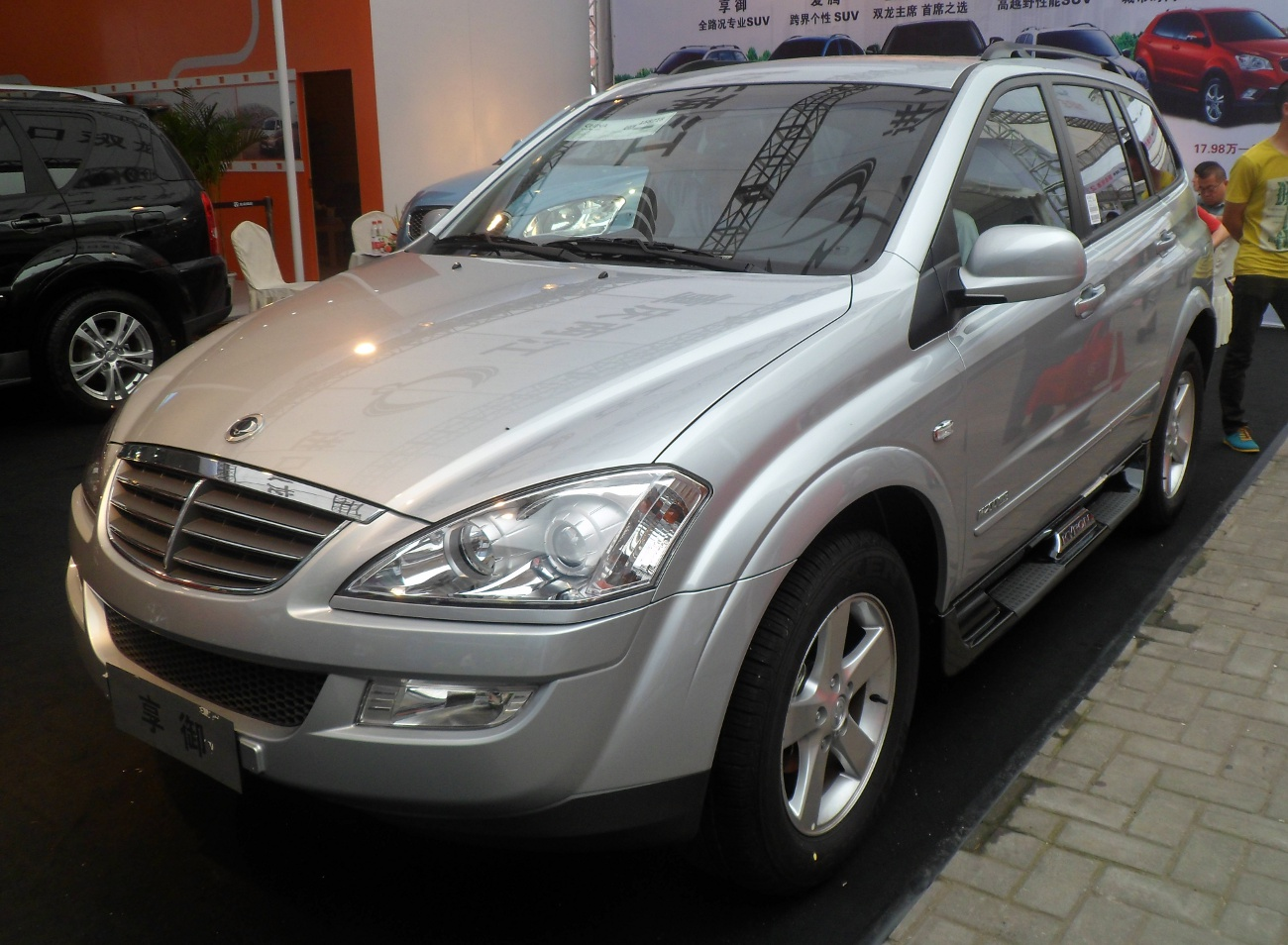
뉴 카이런
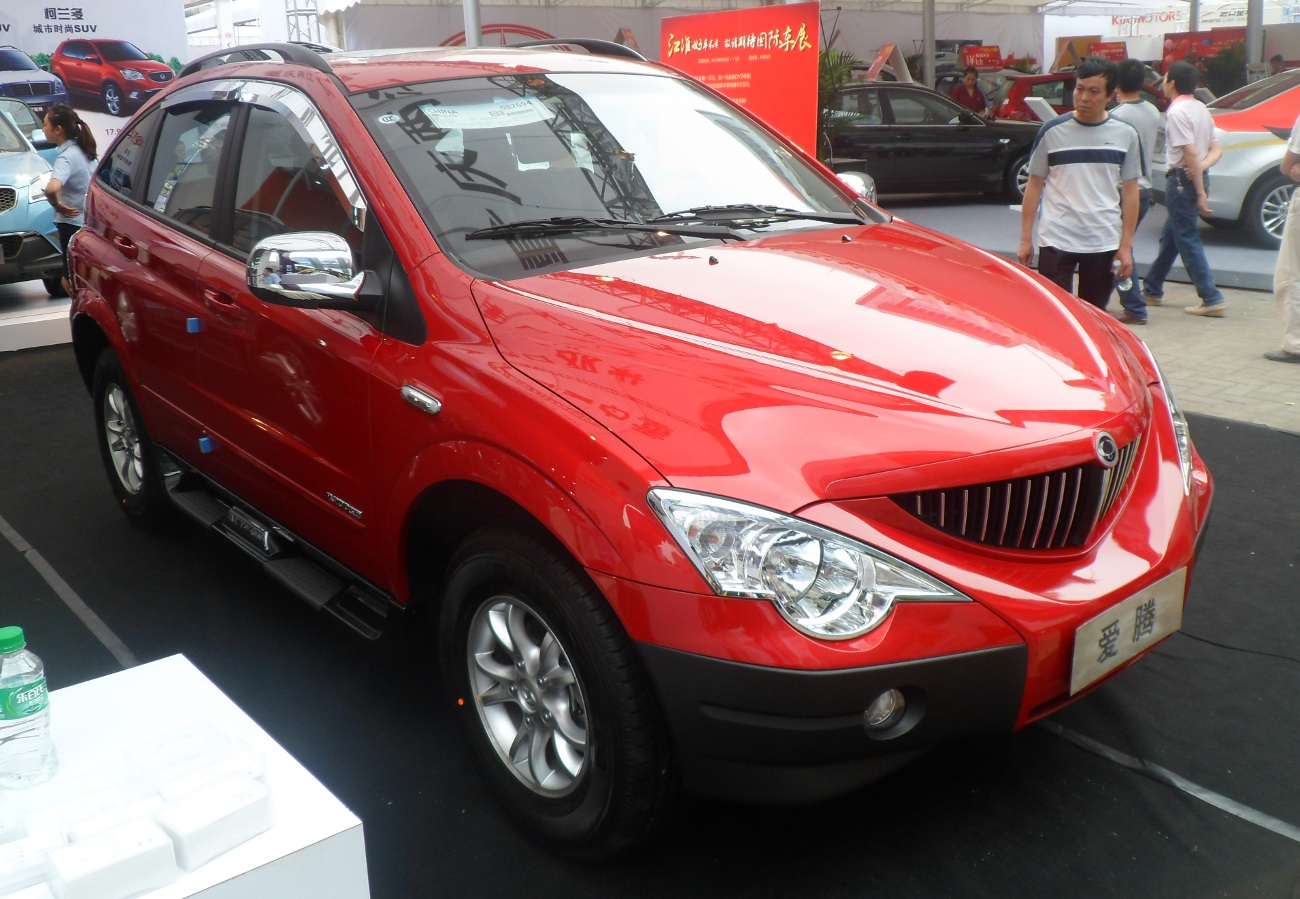
액티언 1세대
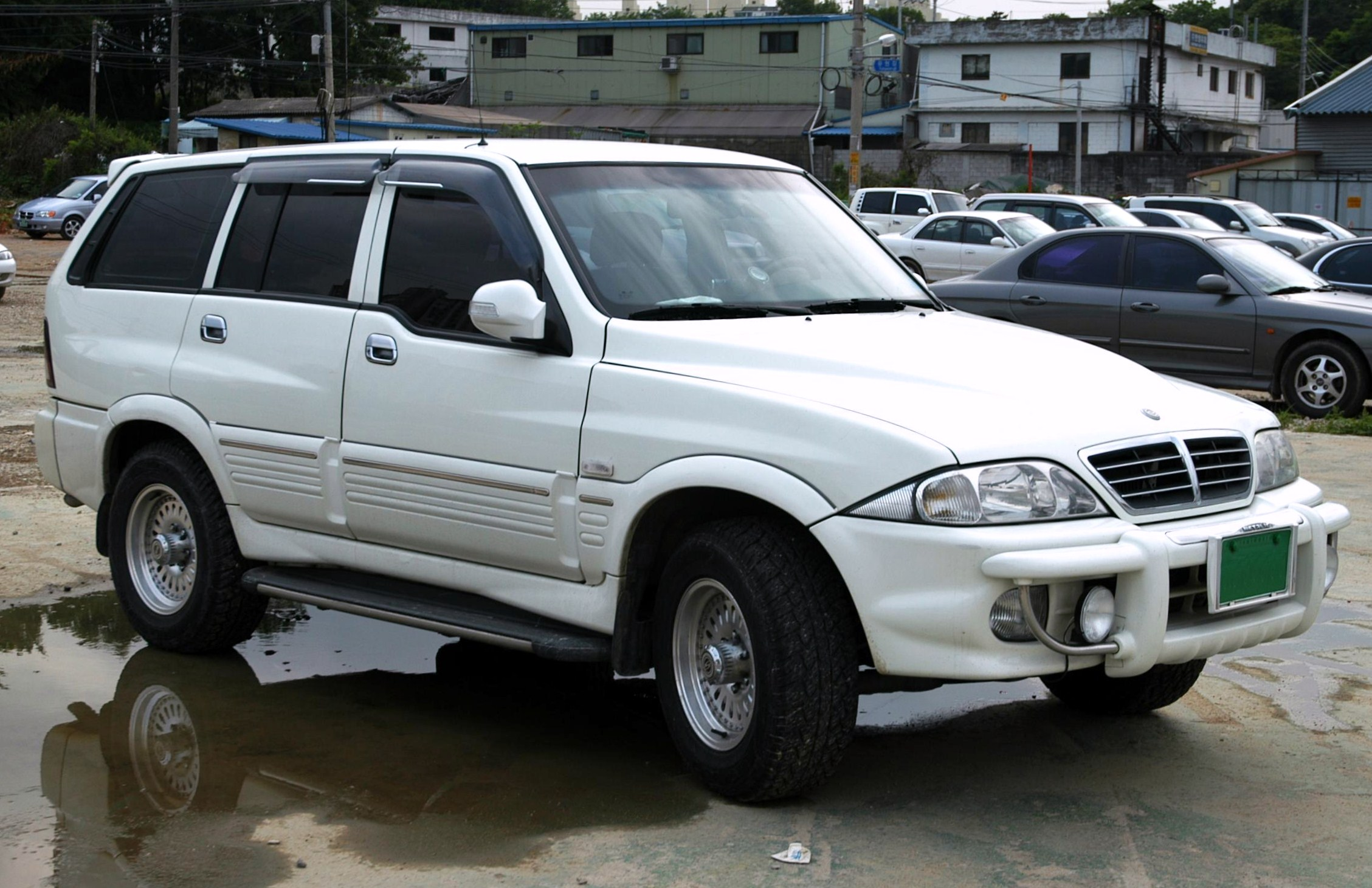
뉴 무쏘
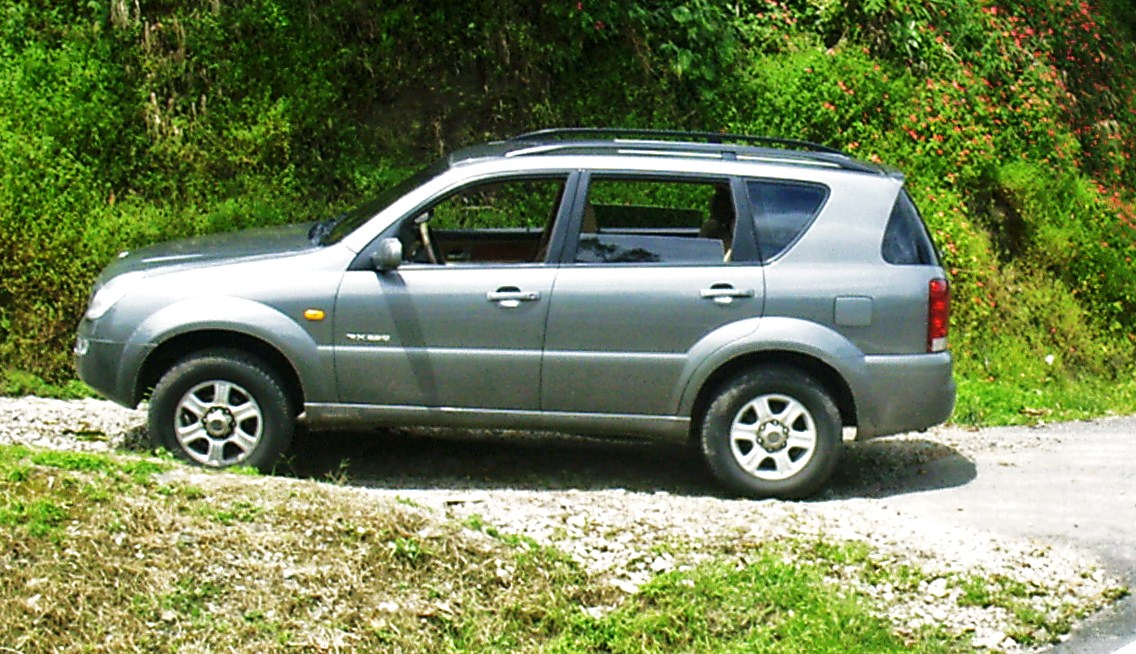
렉스턴
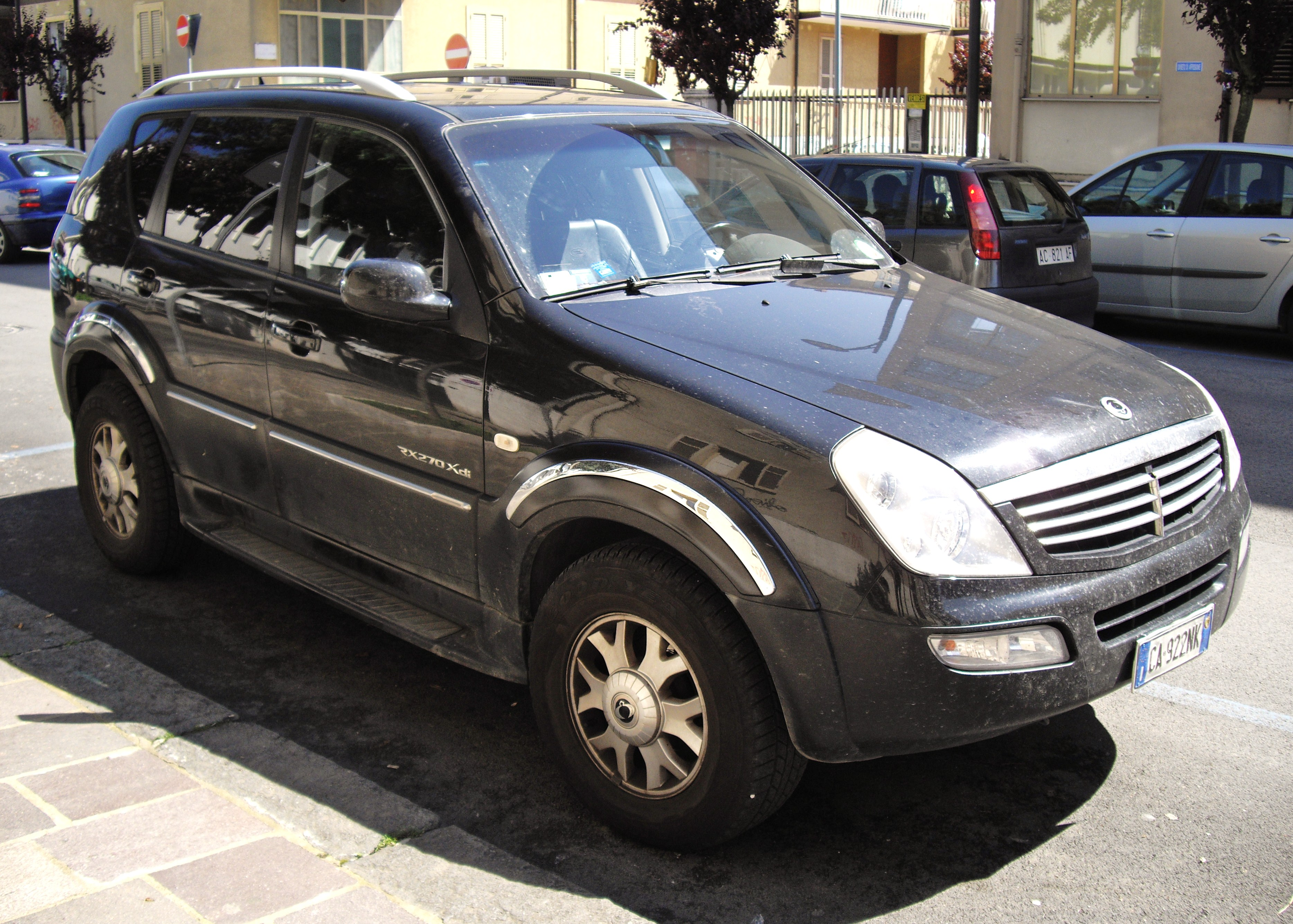
뉴 렉스턴
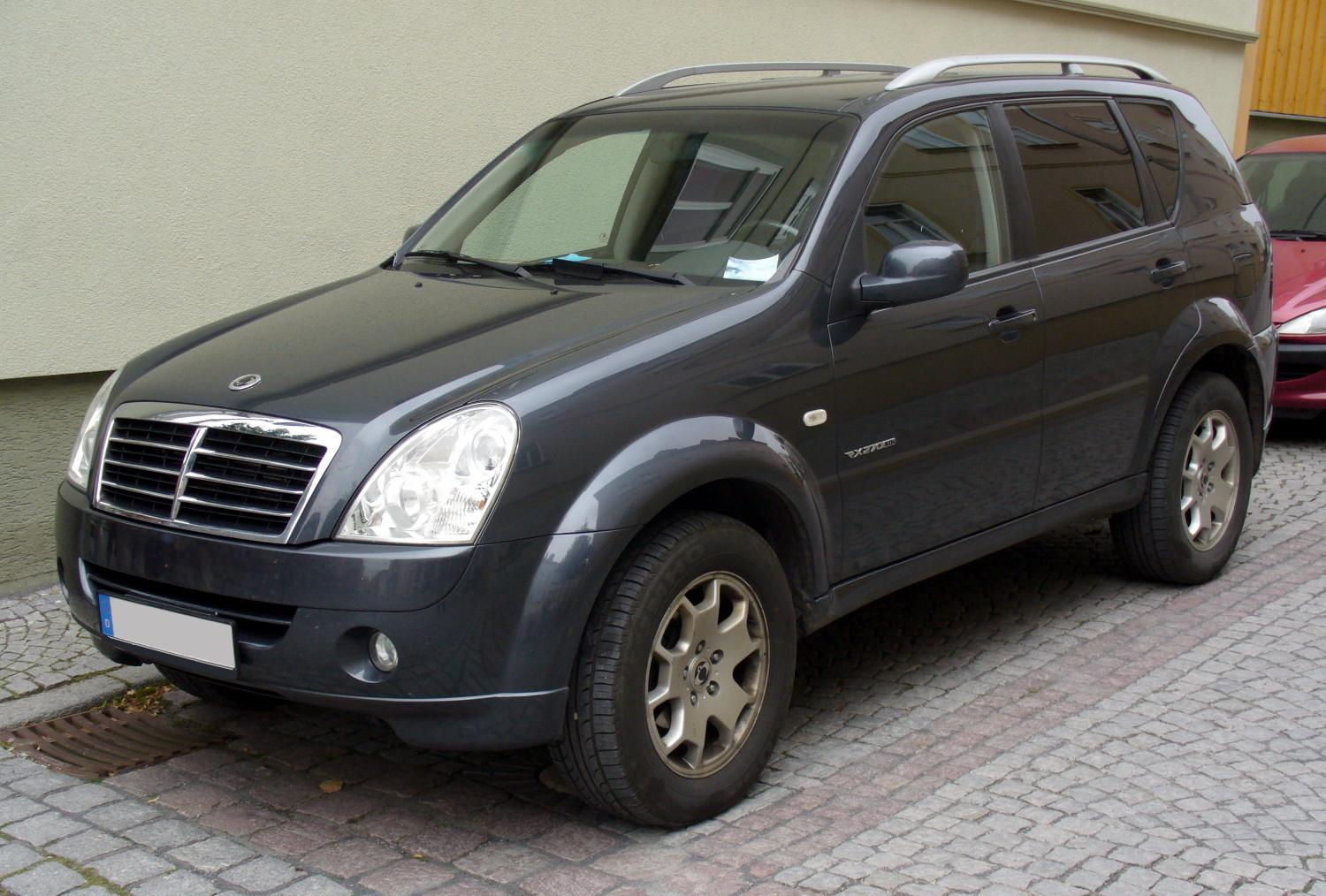
렉스턴 Ⅱ/슈퍼 렉스턴
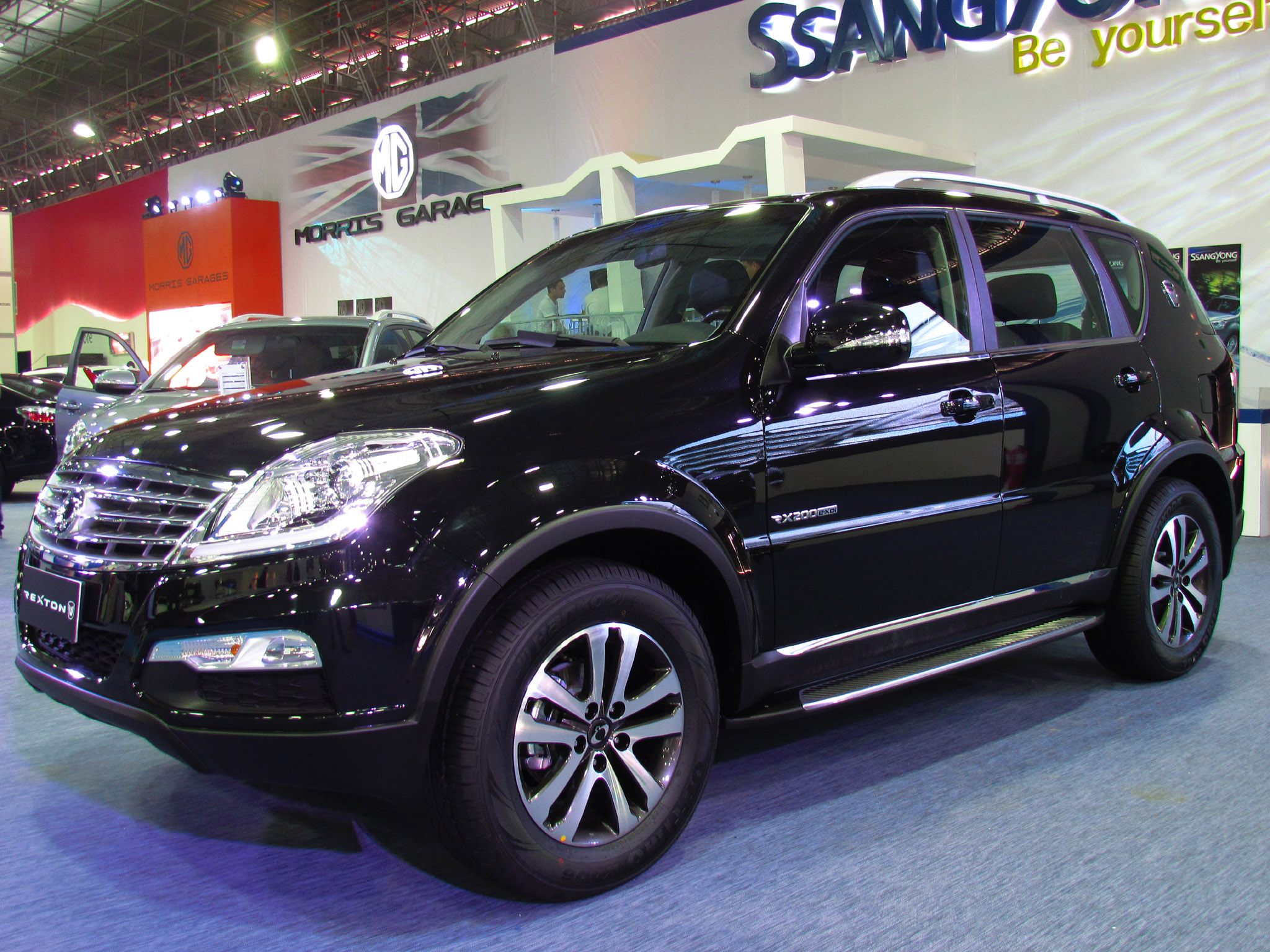
렉스턴 W
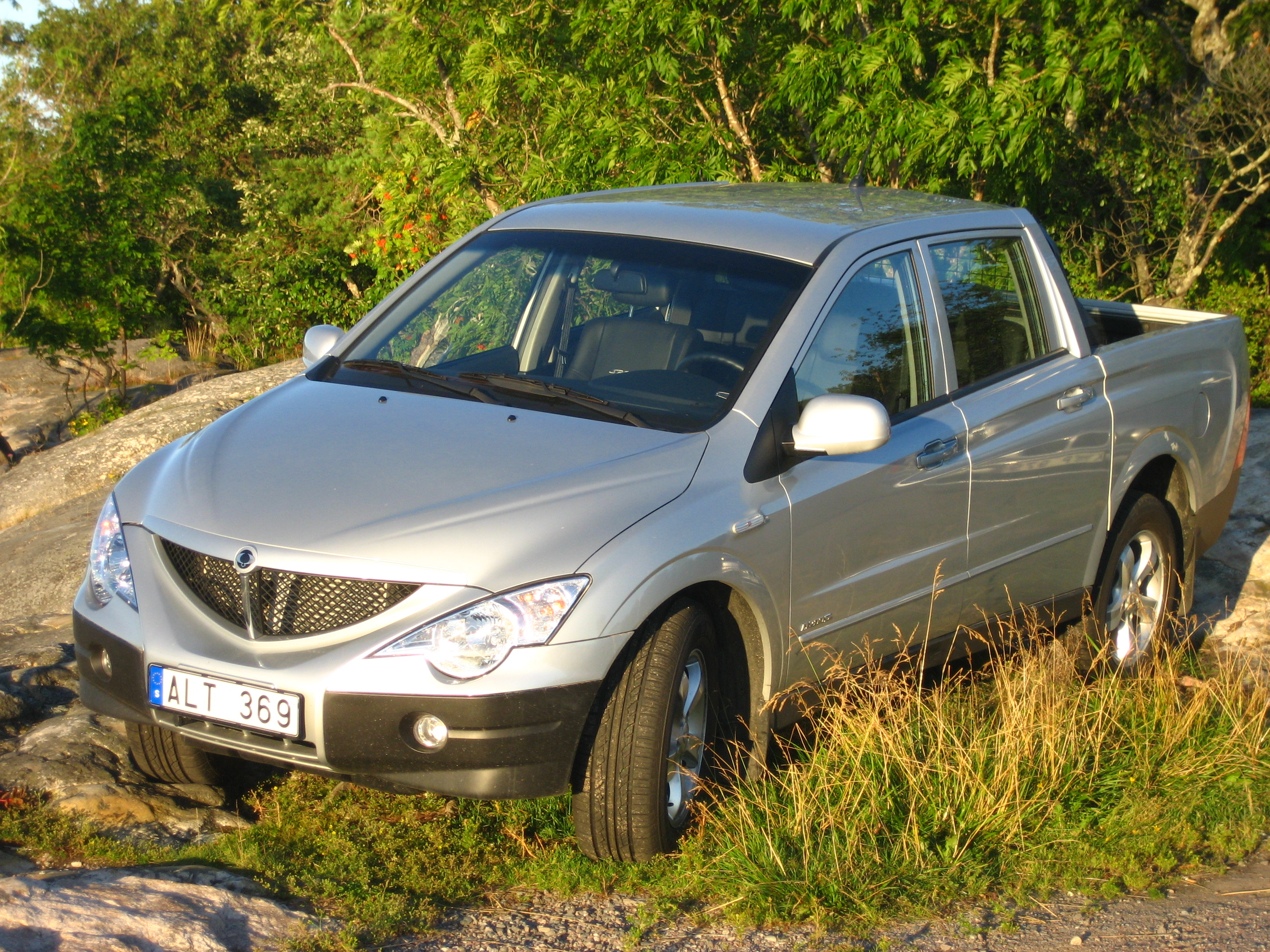
액티언 스포츠
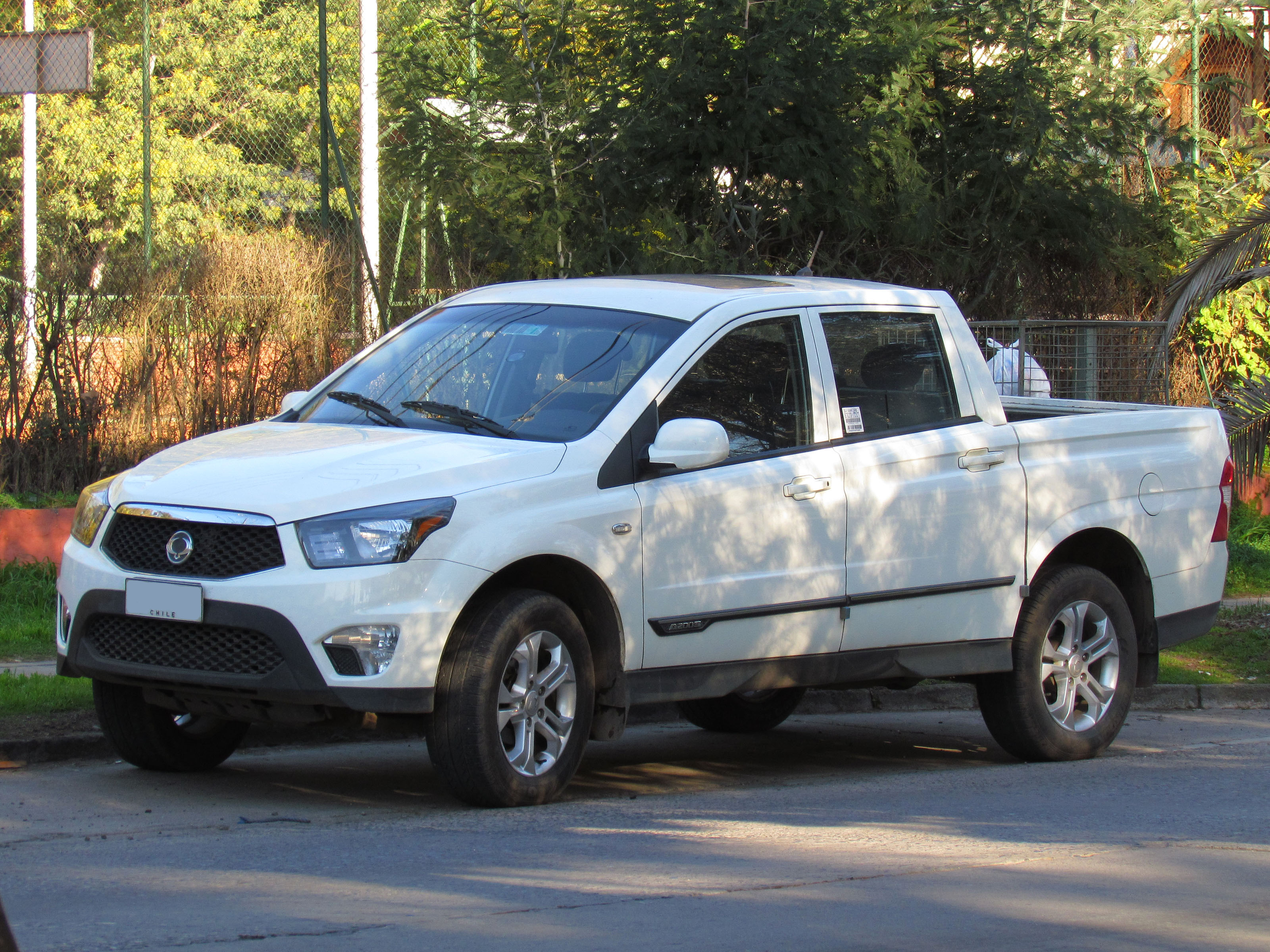
코란도 스포츠
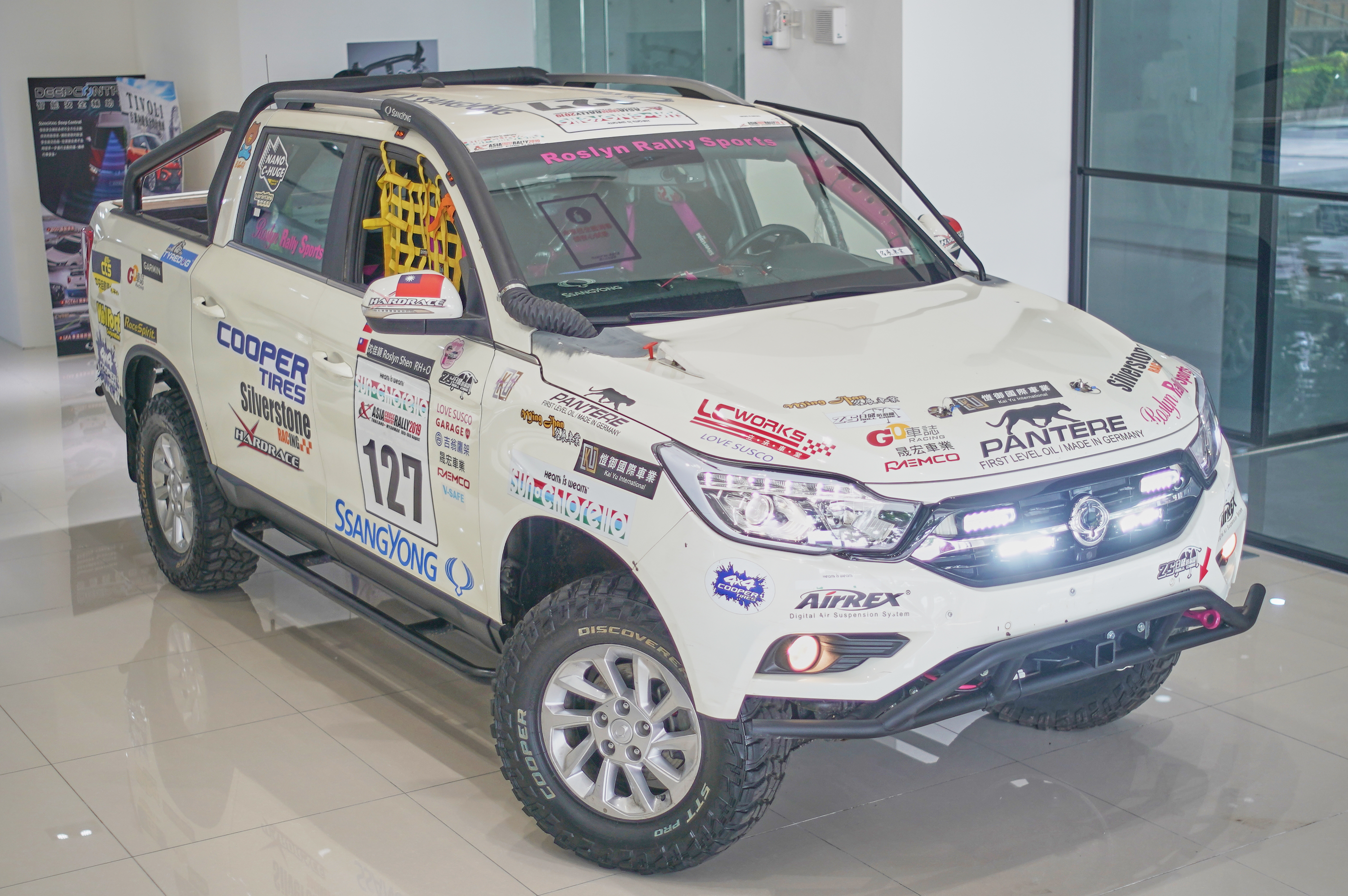
렉스턴 Sports
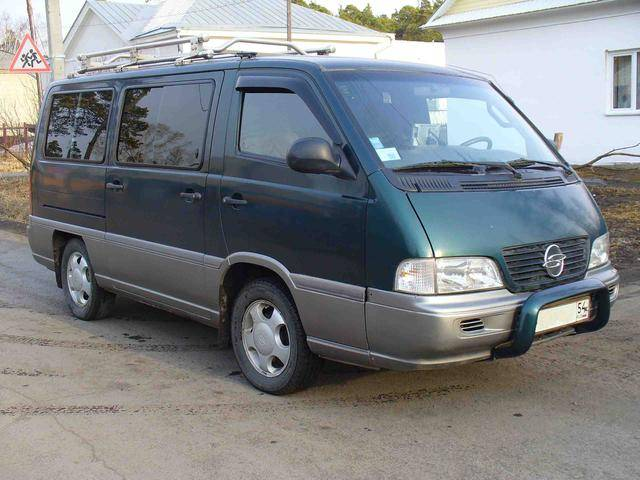
이스타나
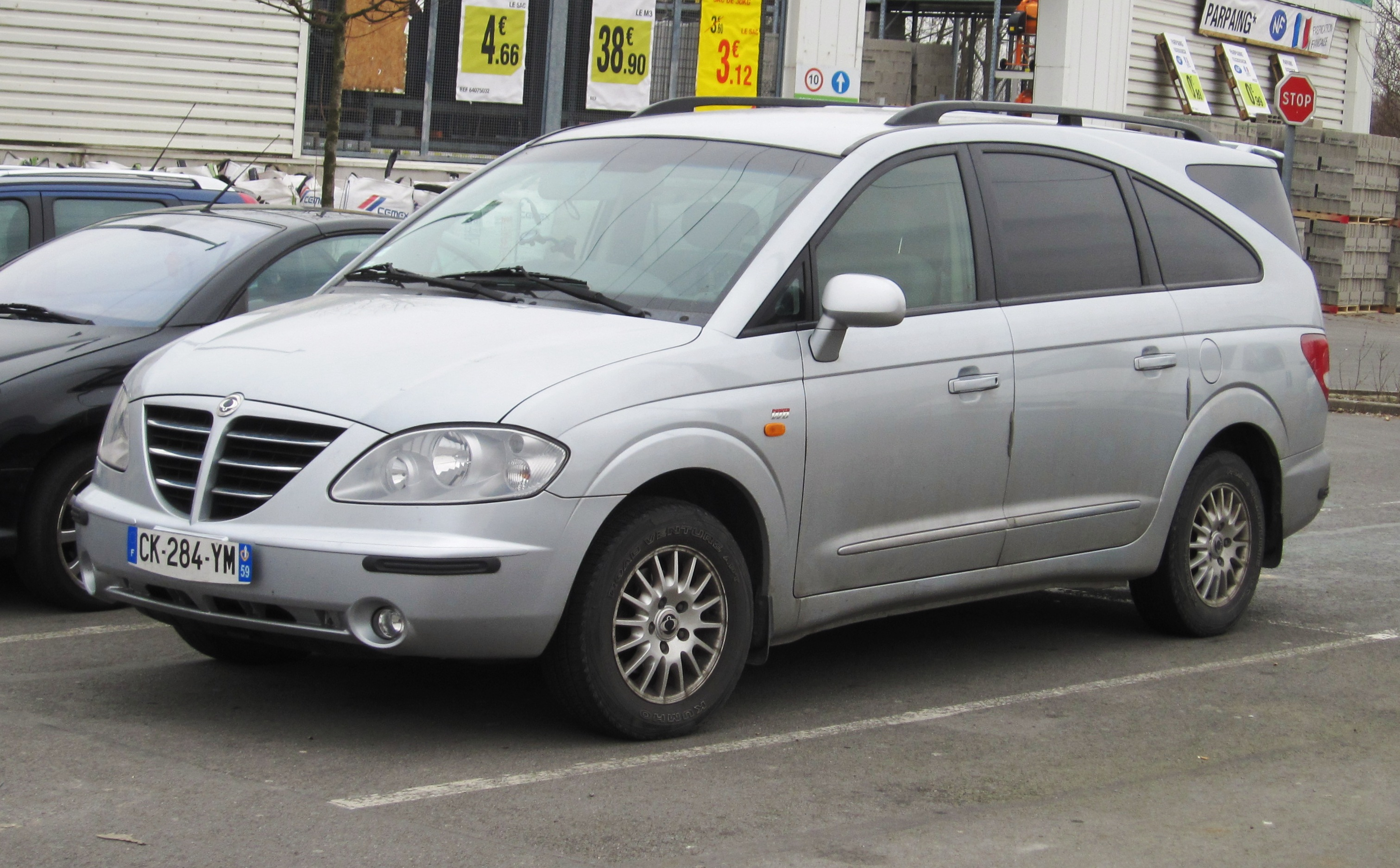
로디우스
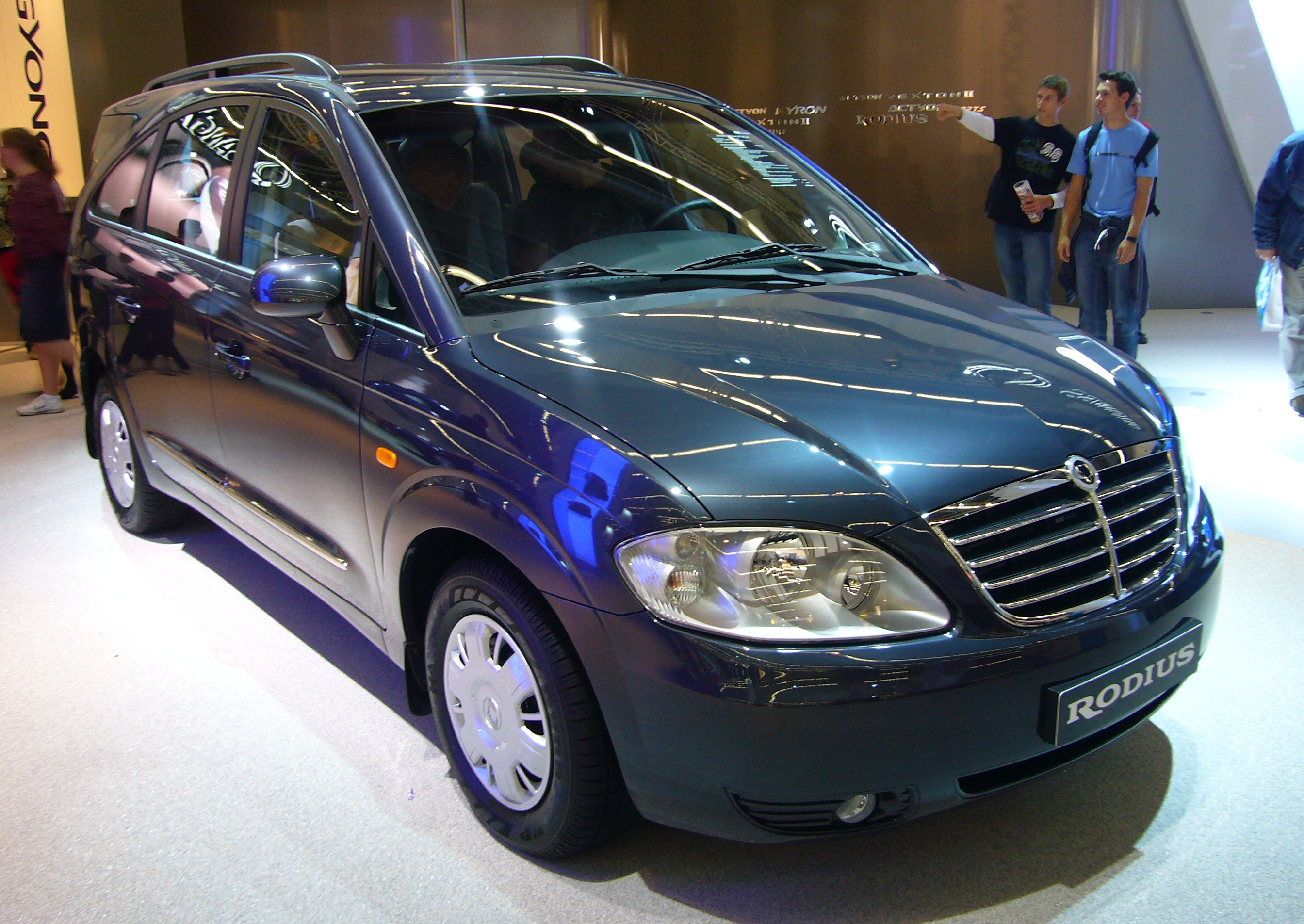
뉴 로디우스
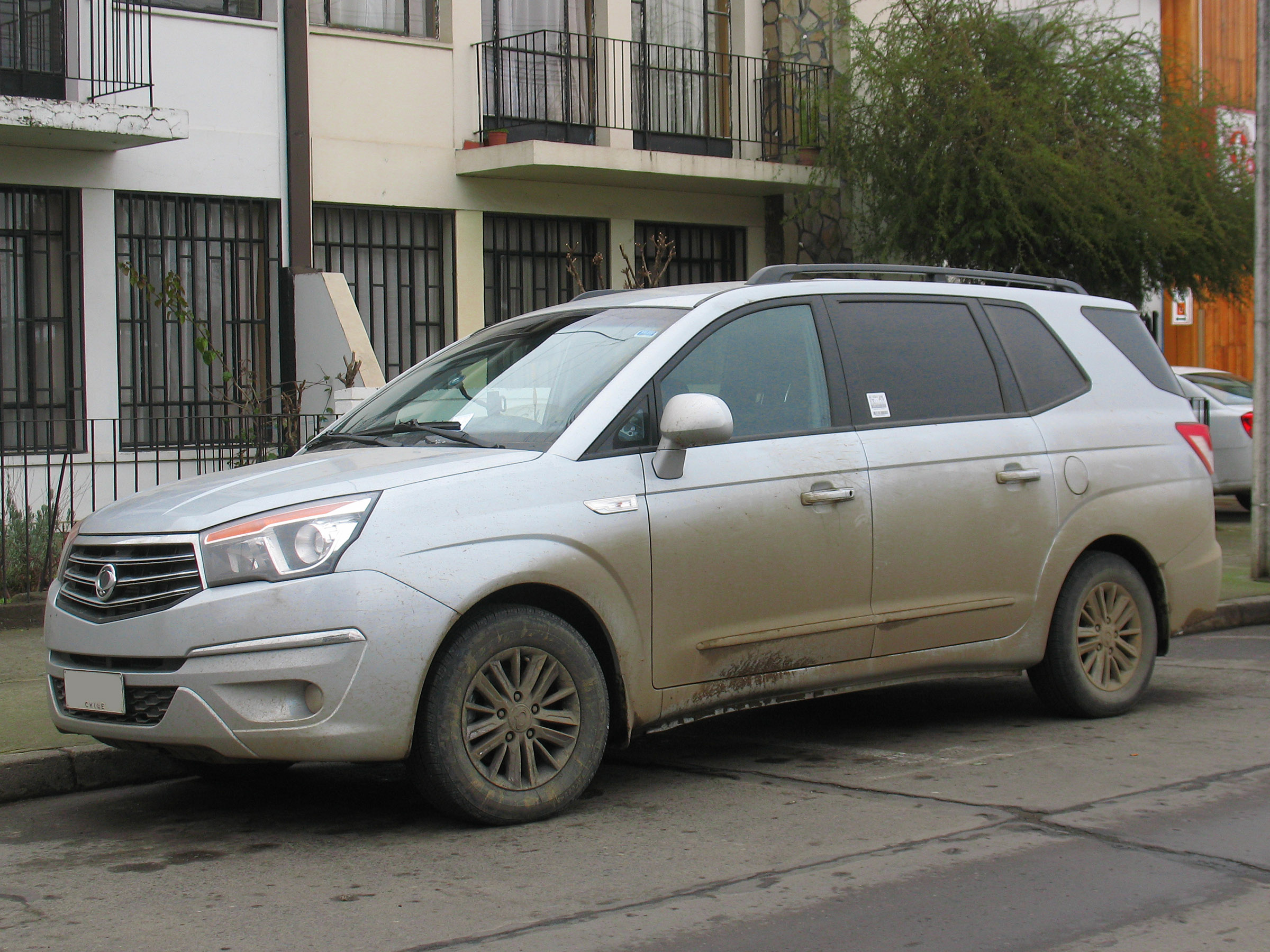
코란도 투리스모
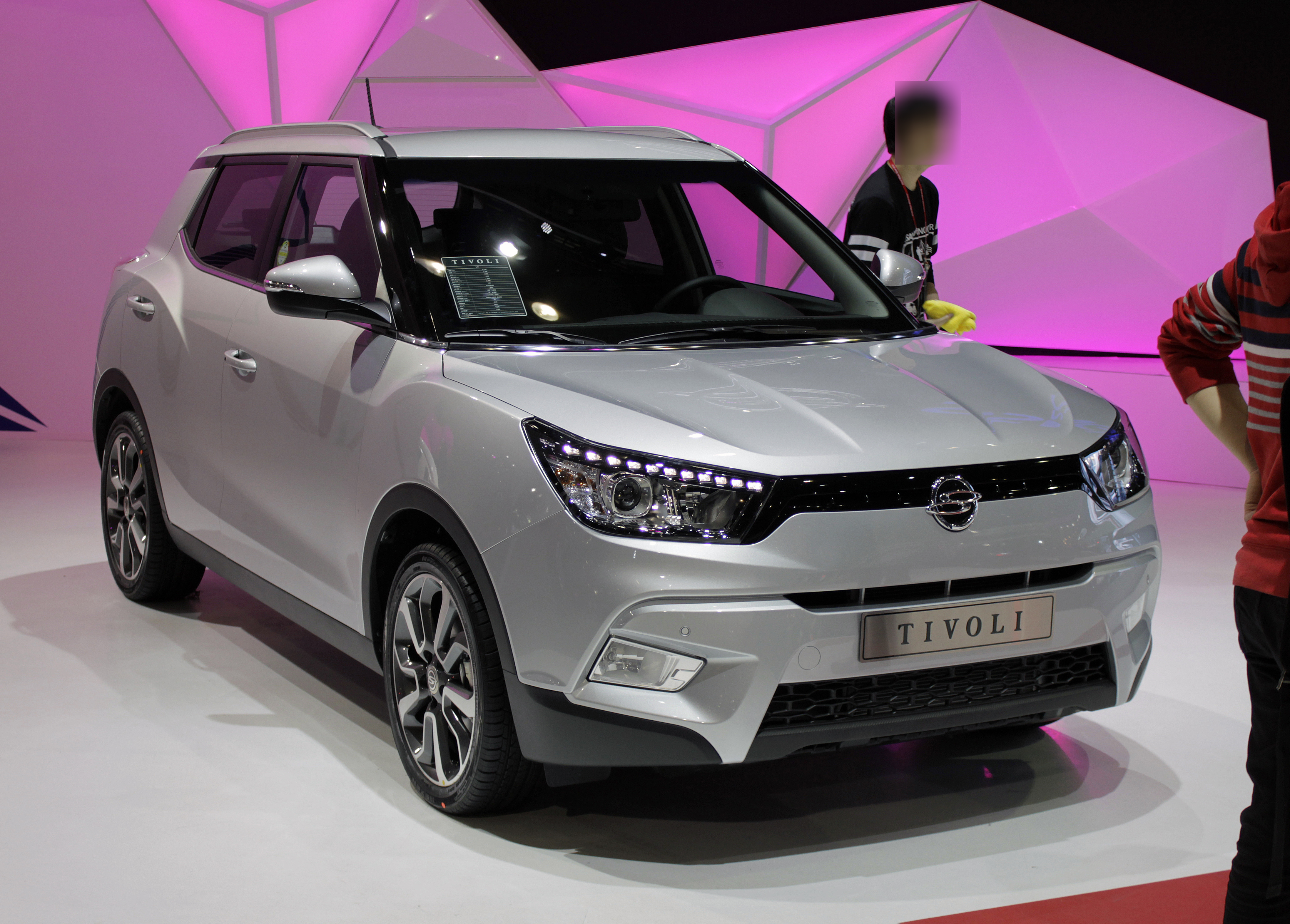
티볼리
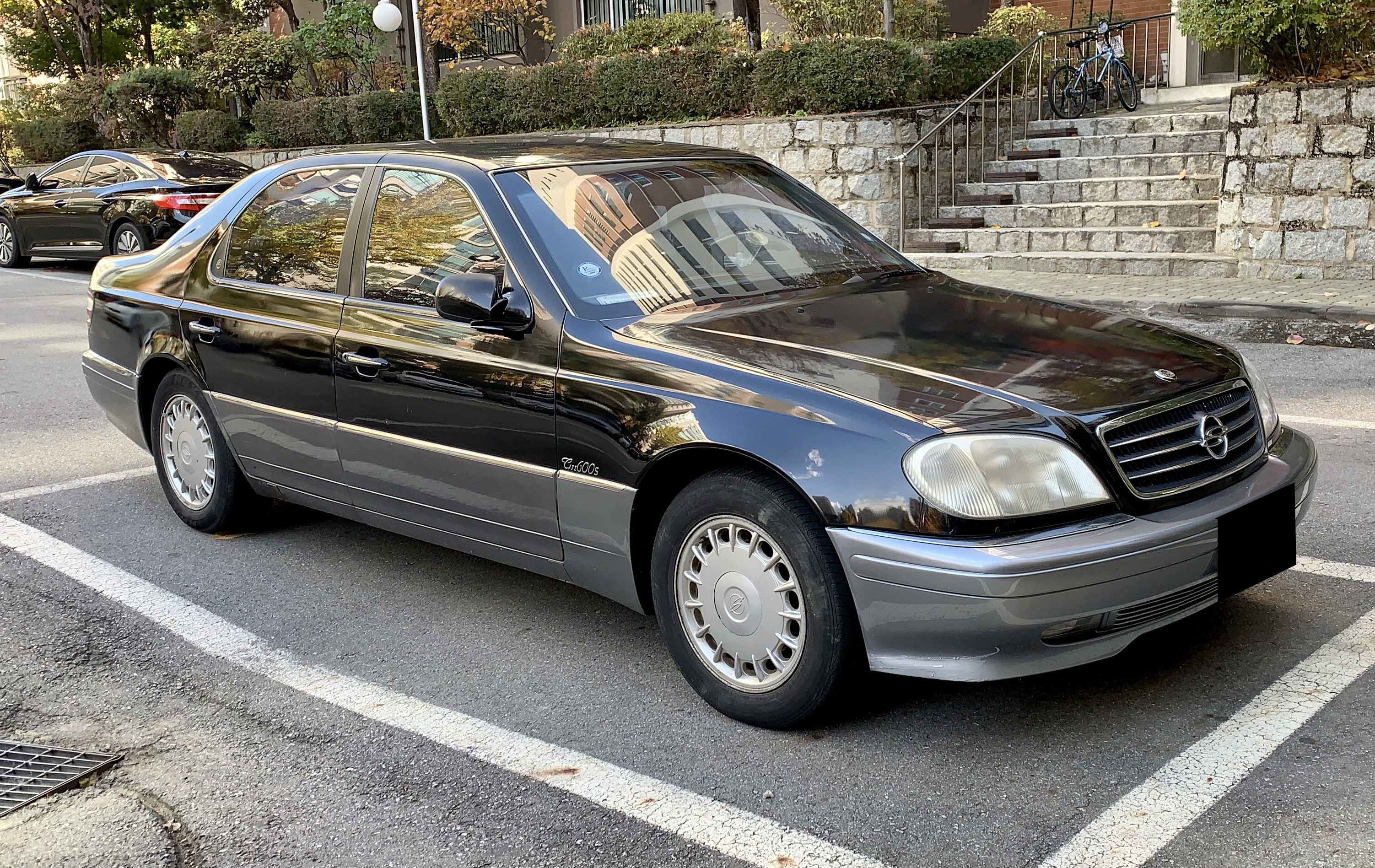
체어맨
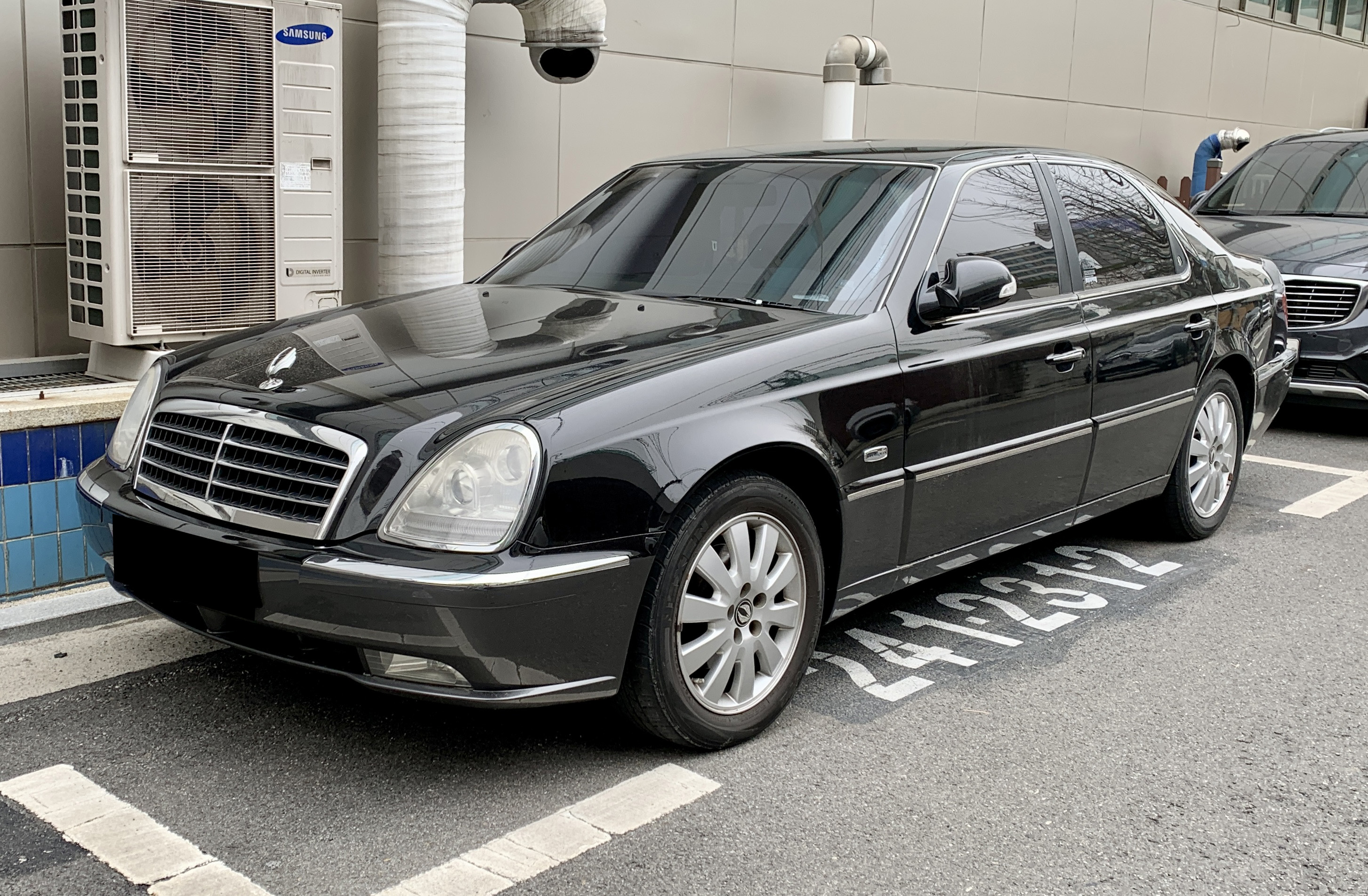
뉴 체어맨 / 체어맨 H
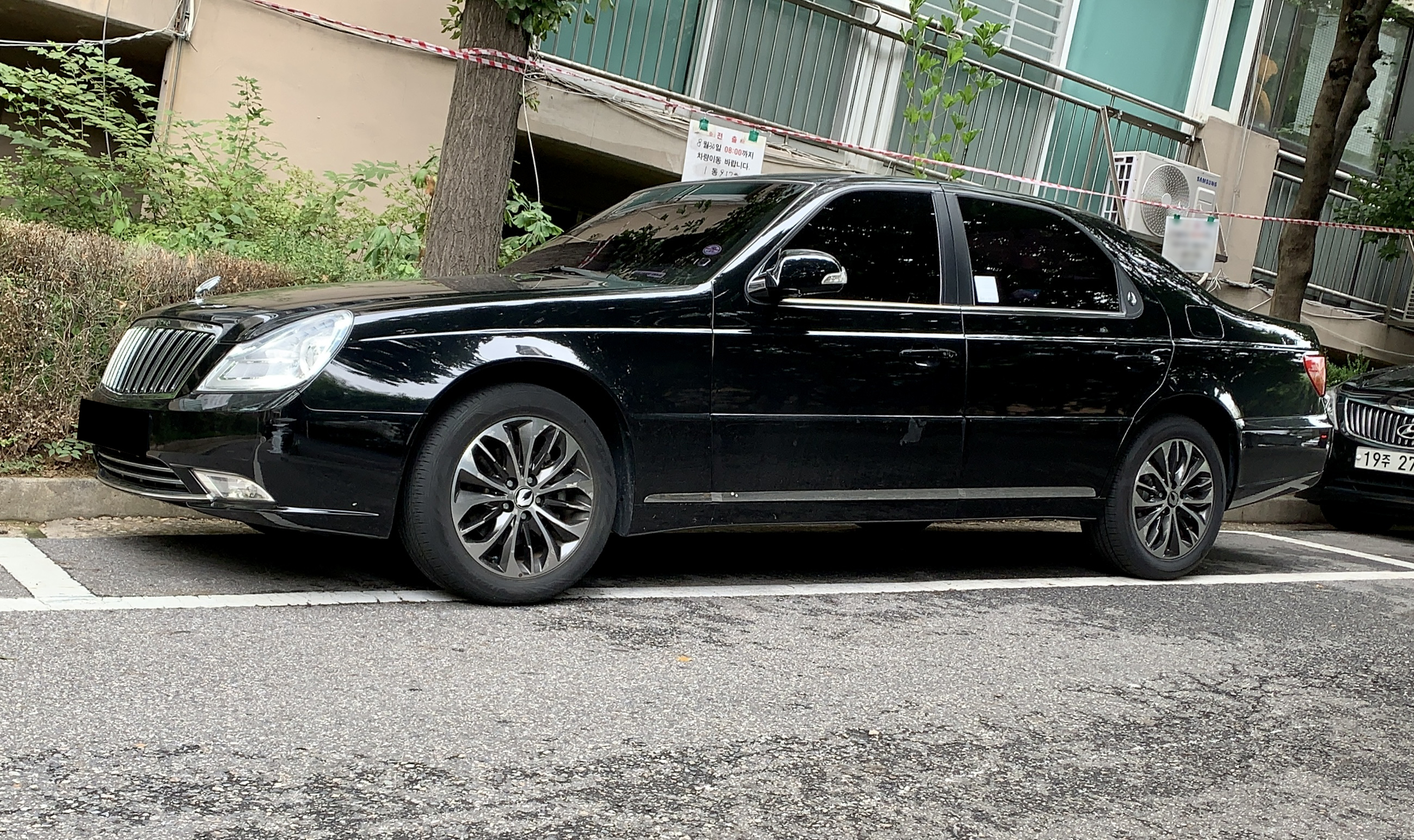
체어맨 H 뉴 클래식
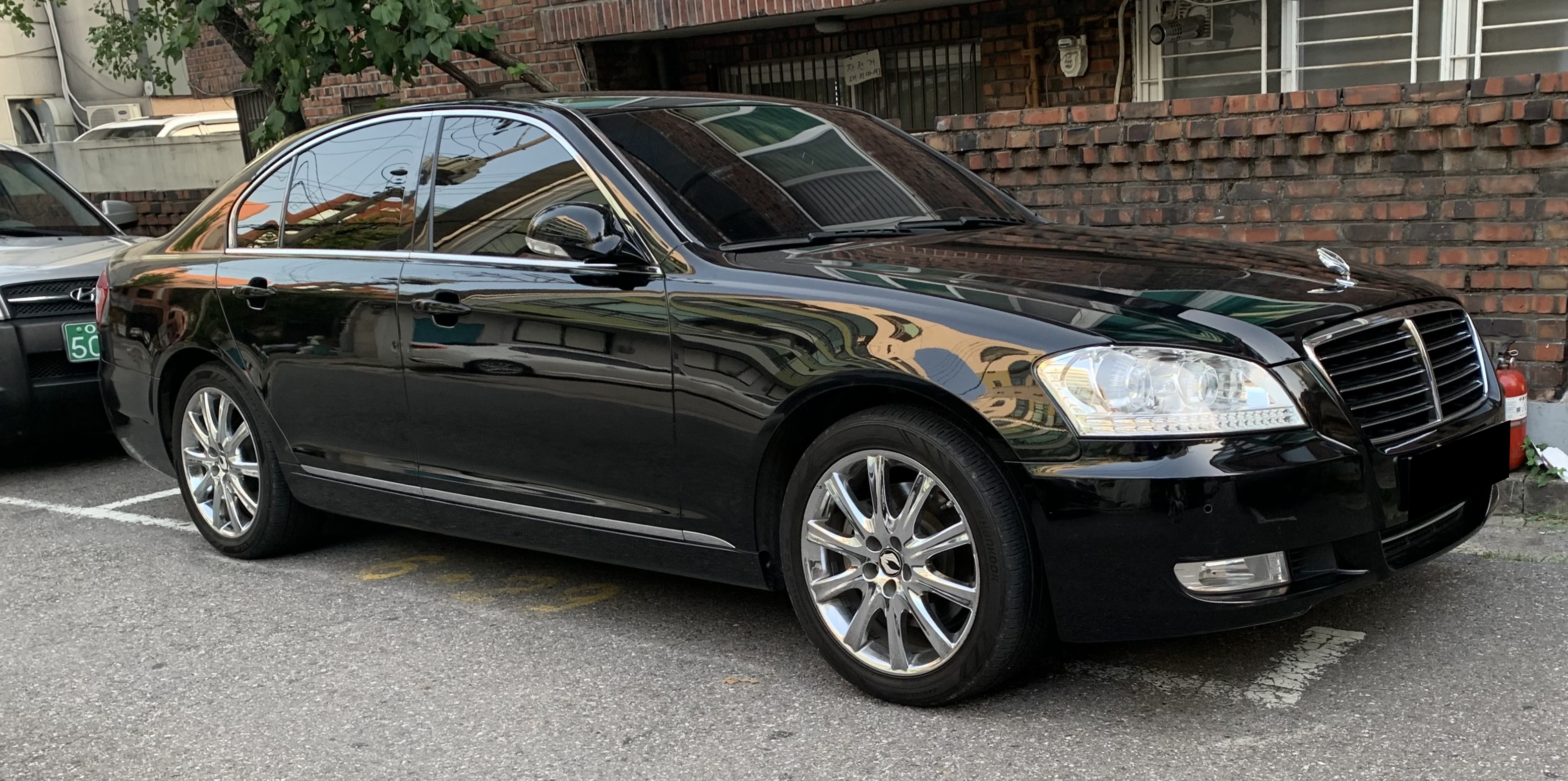
체어맨 W
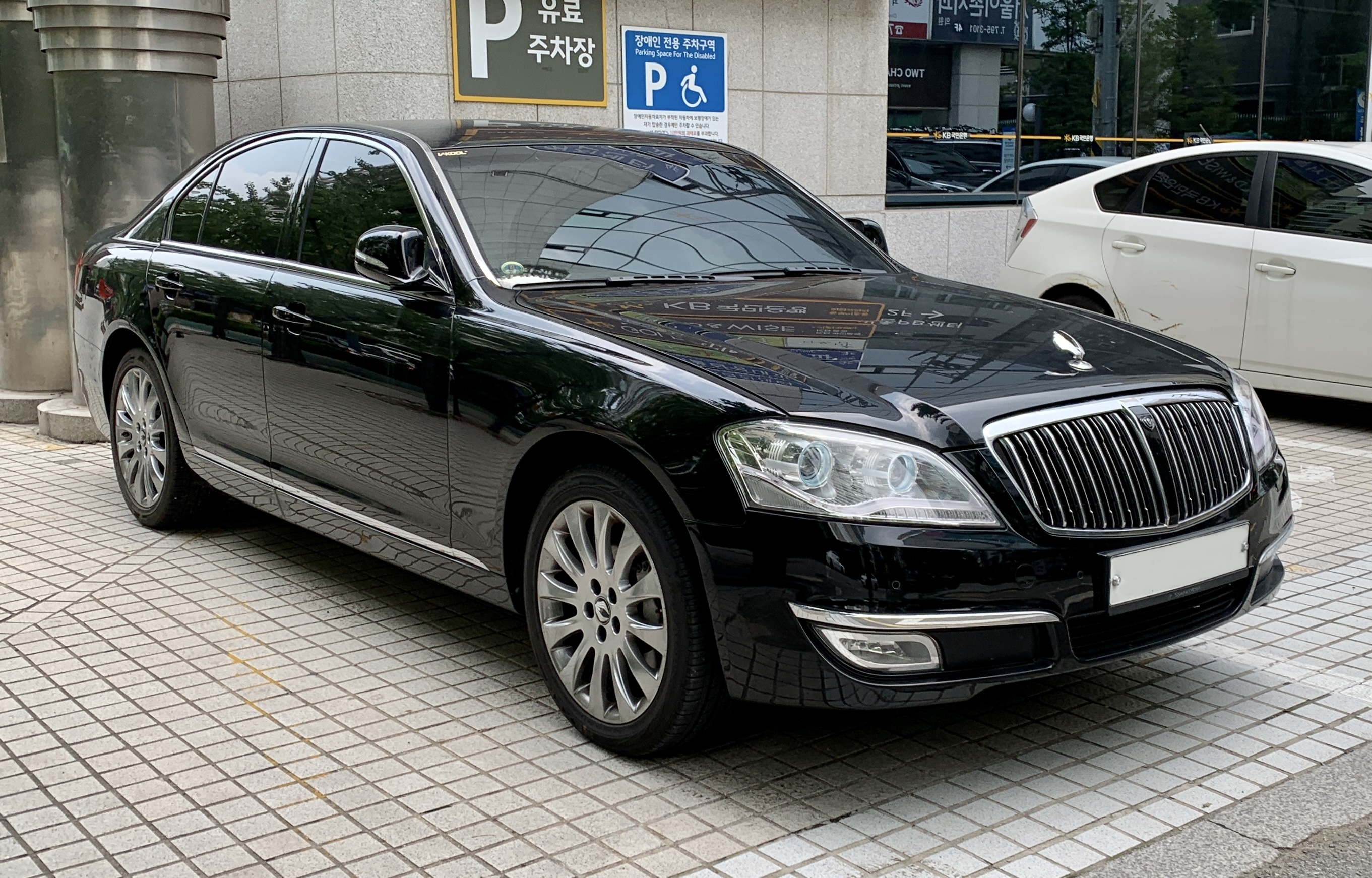
뉴 체어맨 W

## 컨셉트카

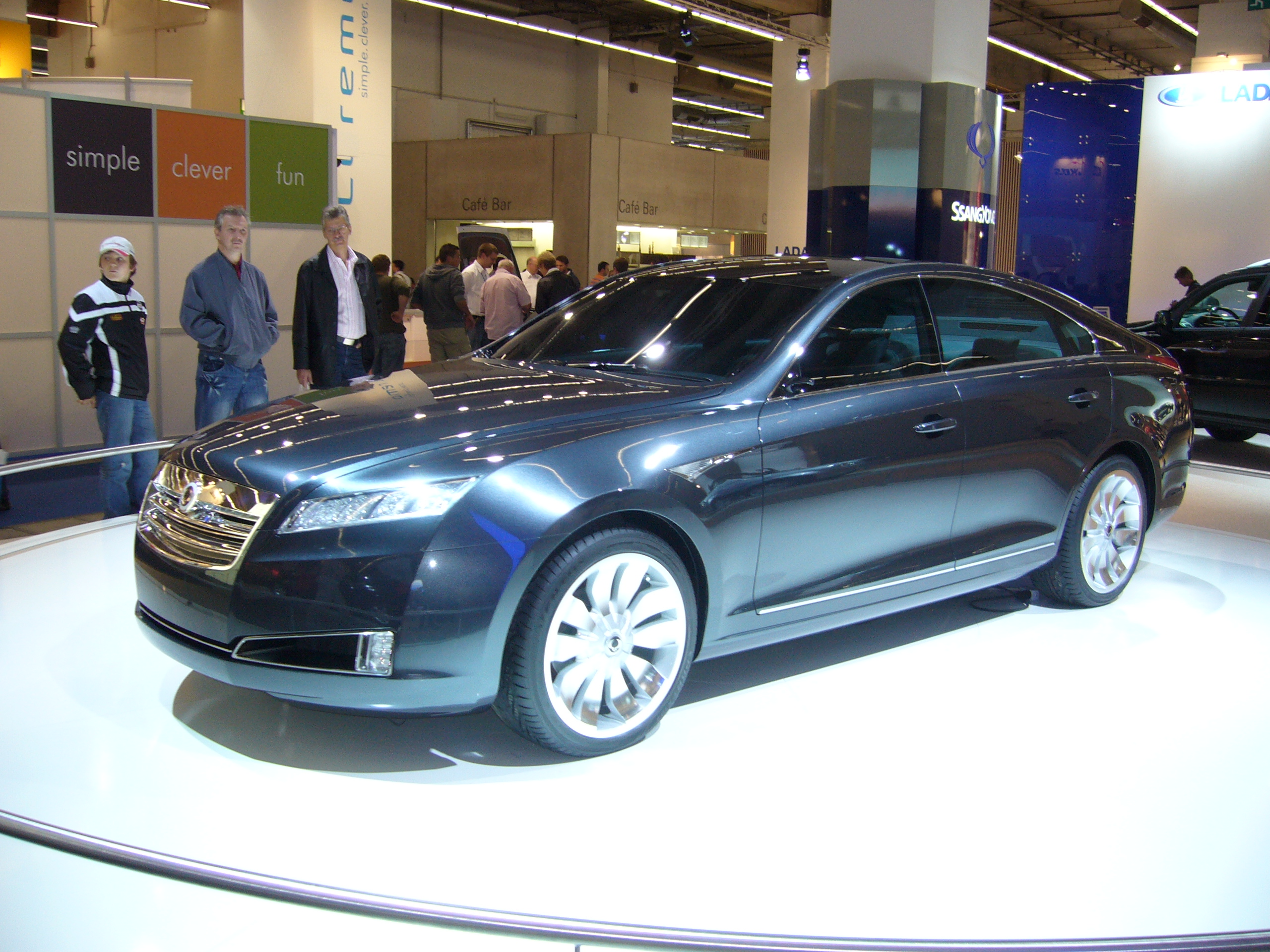
Wz
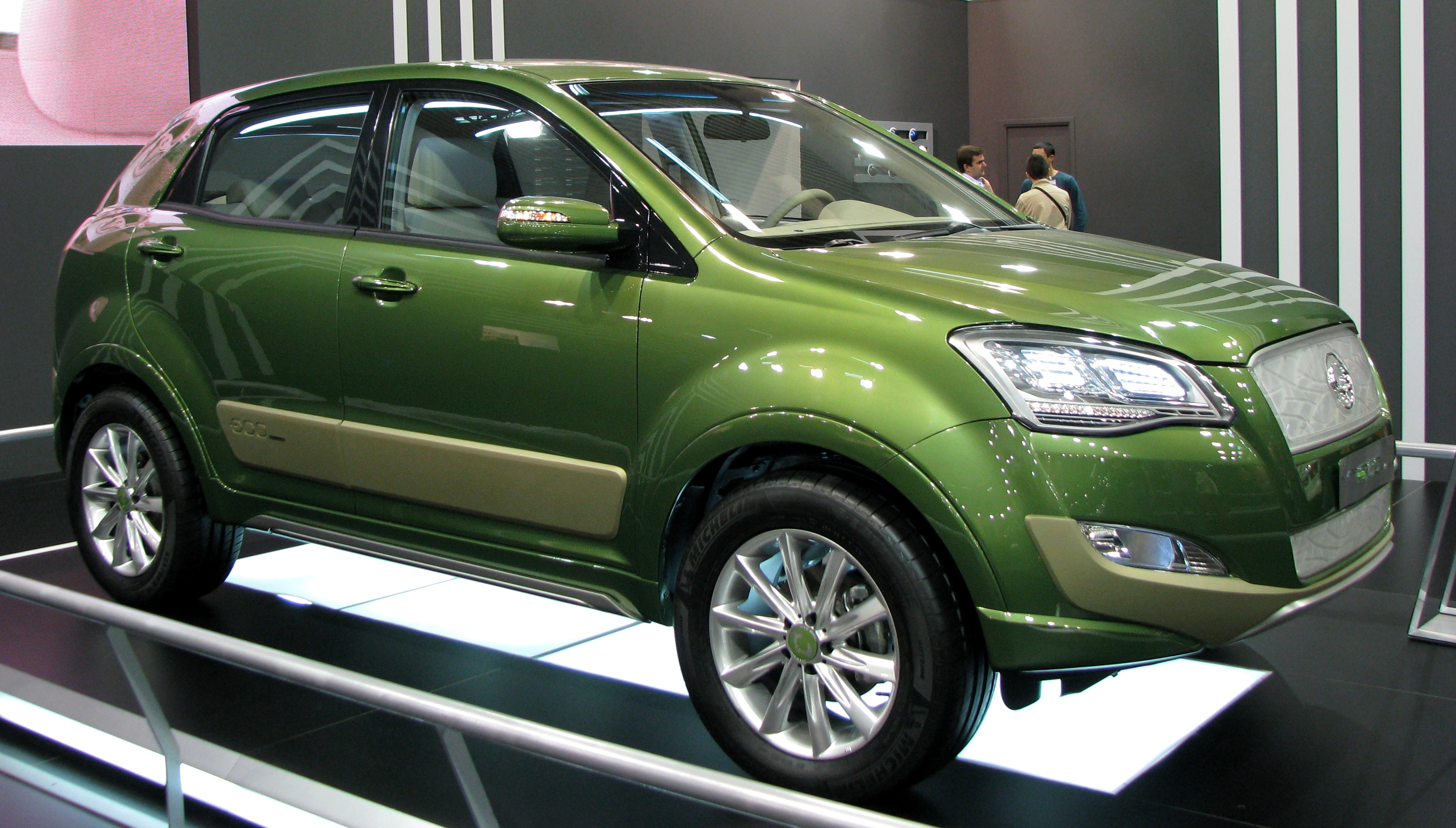
C200
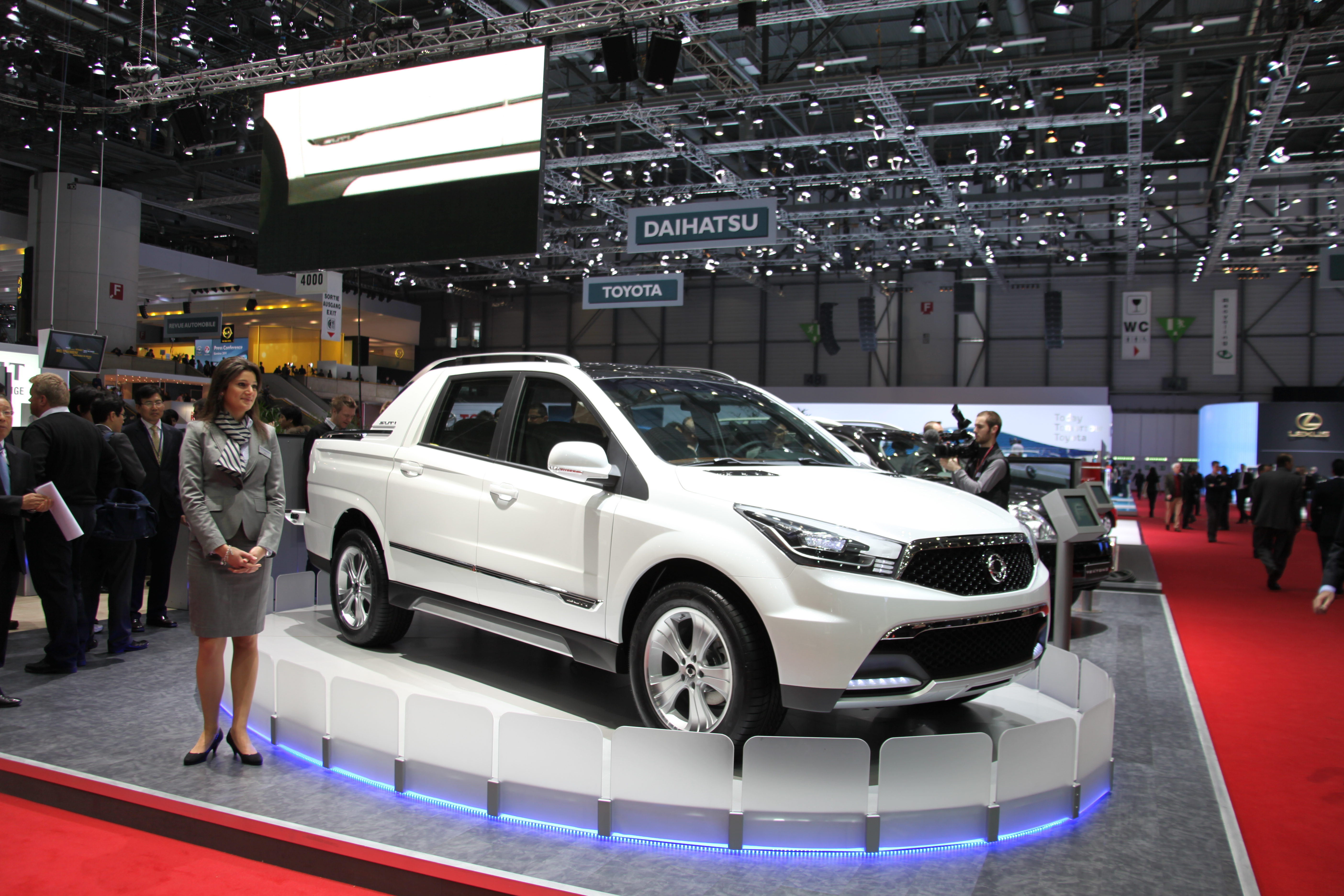
SUT1
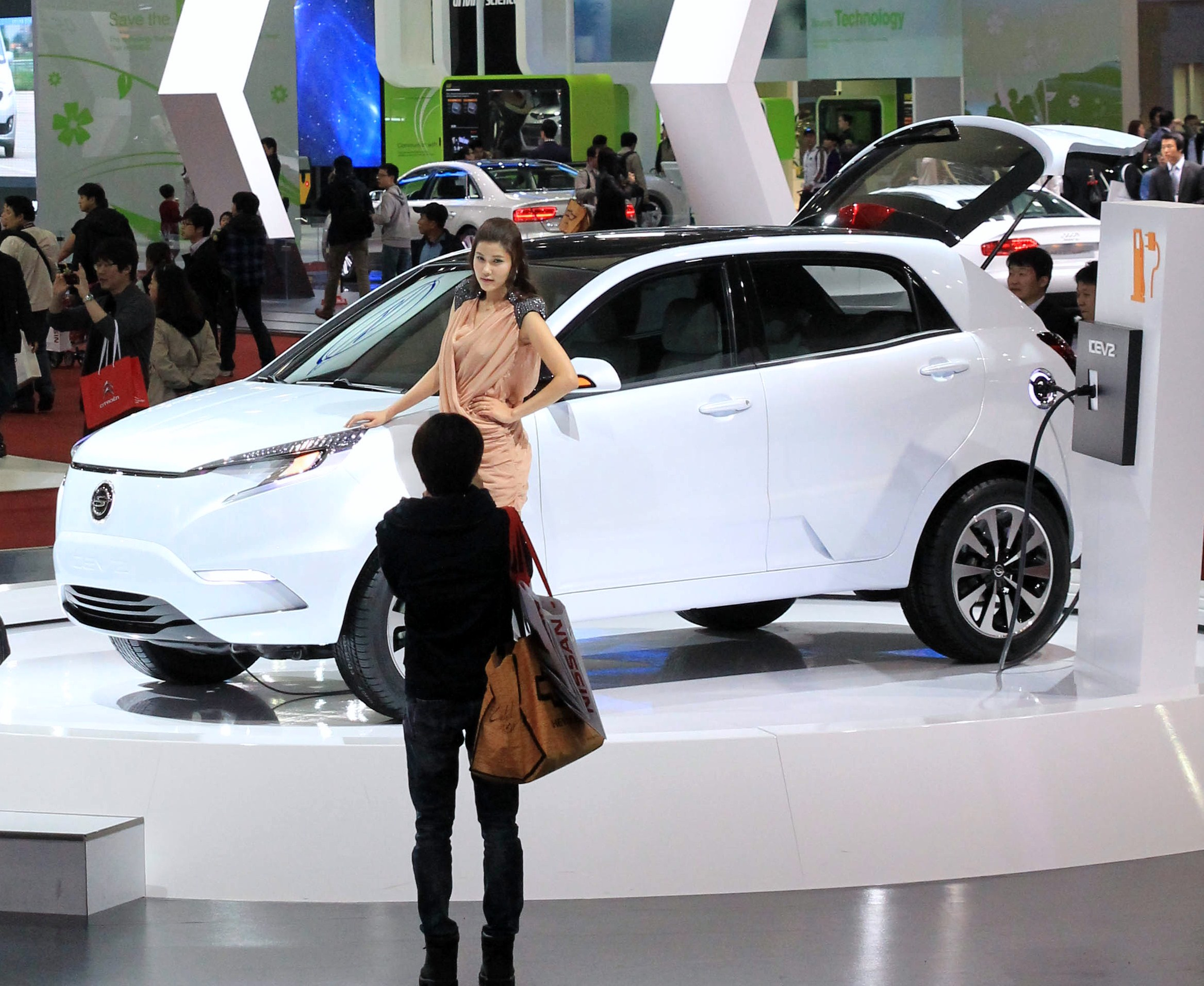
KEV2
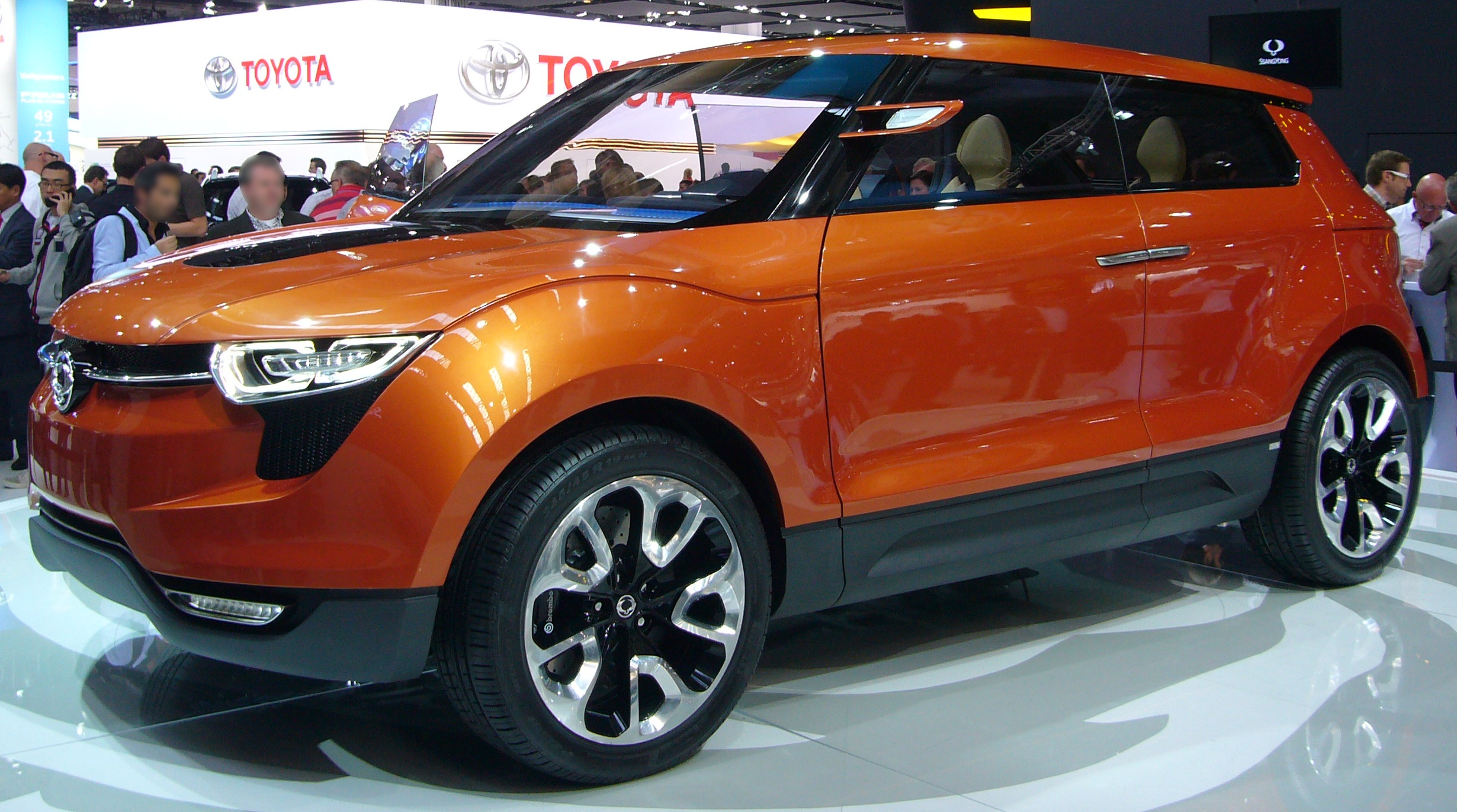
XIV-1
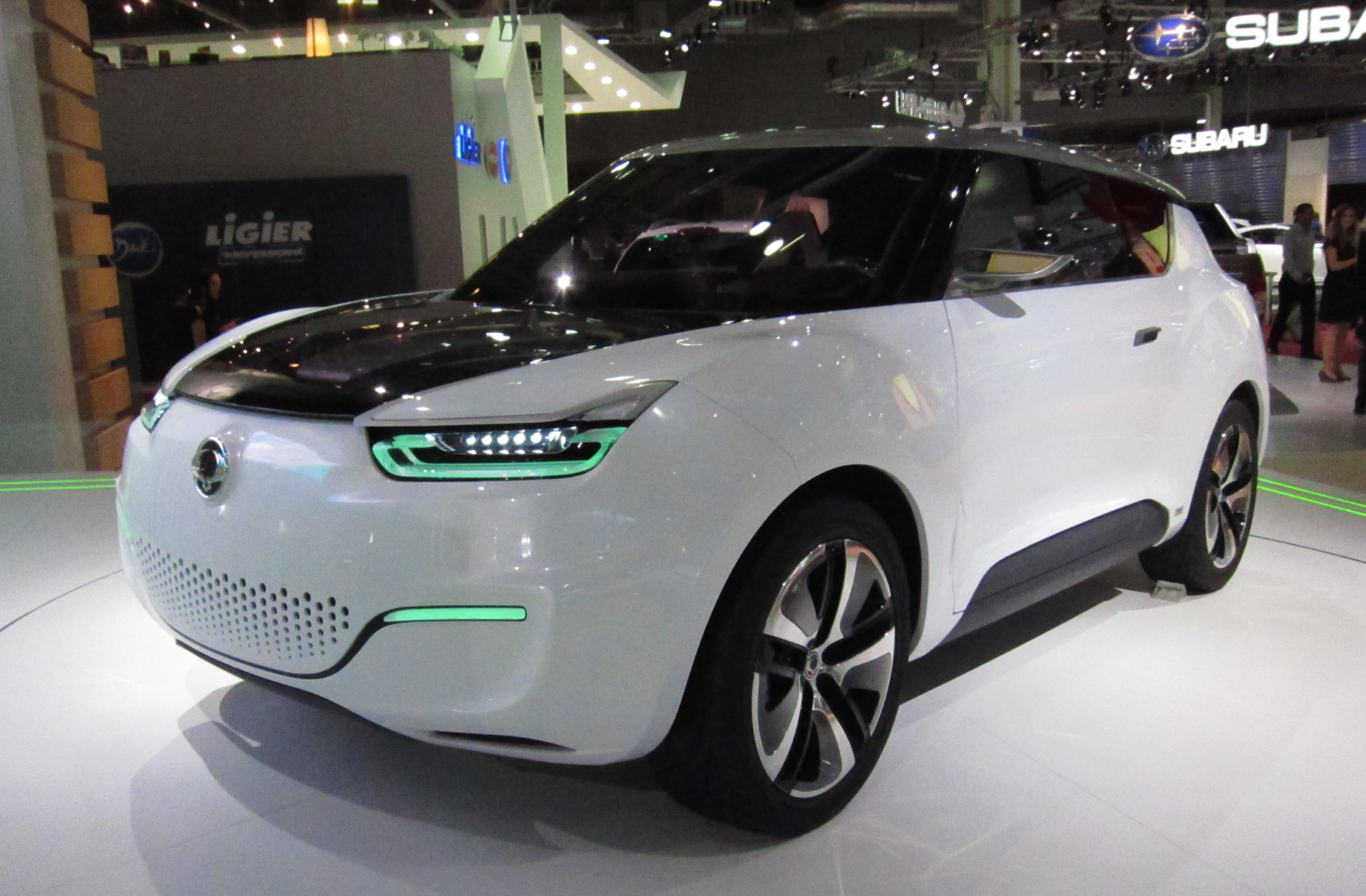
[[쌍용 코란도|e-XIV

## 같이 보기
- KG그룹
- KGM커머셜
- 쌍용그룹